# Історія українського автомобіля
Історія українських автомобілів — це період від винайдення першого українського автомобіля до сьогодення. Автомобільна промисловість в Україні представлена виробництвом вантажівок, легковиків і автобусів. Це авто ідеальне для руху по ґрунтових дорогах.

## Перші автомобілі

«Автомобіль Стасюлевича» — перший український автомобіль (1909 рік)

Історія створення першого українського автомобіля почалась в Одесі, а саме в механічній майстерні інженера В. Н. Стасюлевича. В 1909 році, на основі закордонної вантажівки, інженером Стасюлевичем був побудований перший на території сучасної України — автобус. Цей автобус мав дуже великий радіатор, оскільки скопіювати його з іноземної вантажівки не вдалося.

## Українська РСР

Вантажівка «Україна-4» (1931)

Див. також: Автомобільна промисловість у Радянському Союзі

### 1919—1944 роки
В жовтні 1923 року у Кам'янці-Подільському був випущений перший автобус радянської України, а через два місяці — ще один. Автобуси отримали назву «Кам'янецький мотор». Автобуси передали управлінню Подільської губтрансконтори, яке одразу організувало пасажирський маршрут Кам'янець-Подільський — Проскурів — Вінниця.  «Кам’янецький мотор» мав 12 місць для пасажирів у салоні, та ще два місця біля водія. Двигун мав потужність 30 кінських сил та розганяв машину до 30 км/г.
Наступним автомобілем стала вантажівка «Україна-4», вона була випущена на початку листопада 1931 року у Харківському автоскладальному заводі. Всього виготовили дві такі машини. Вони зайняли невелике приміщення цеху так, що довелося зламати стіни, щоб вони змогли виїхати «на люди». Обидві машини було зроблено з вітчизняних матеріалів і не просто зібрані, а саме зроблені.
Вантажівка мала потужність 70 кінських сил, максимальну швидкість — 70 км/год і вантажопідйомність в 4 тонни.
7 листопада 1931 року обидві вантажівки взяли участь в святковій демонстрації трудящих столиці України — міста Харкова. Надалі ці автомобілі показували свої робочі якості в найважчих умовах.
Перший електромобіль був виготовлений у Києві в 1935 році інженером автовідділу Головдортрансу А. Г. Таубіном. Це був 4-місний автомобіль, кузов виготовили з алюмінію, а колеса були підвішені на незалежних пневмобалонах. Автомобіль був лише експериментальною моделлю і не пішов у серійне виробництво.
Ще одну експериментальну модель автомобіля зробила група ентузіастів під керівництвом Л. Д. Ковальова в 1935—1936 роках. Авто розроблялося в Запоріжжі і мало незалежну гідропневматичну підвіску всіх коліс.

### 1945—1960 роки
Див. також: ДАЗ
В 1948 році на Дніпропетровському автомобільному заводі виготовили перший прототип вантажівки ДАЗ-150 «Українець». Дана вантажівка декілька раз видозмінювалась і всього за 1948—1950 роки було випущено 7 таких автомобілів (включно з модифікаціями ДАЗ-150Б «Українець» і ДАЗ-150В «Українець»).
Див. також: ЛАЗ

Автокран ЛАЗ-690 — перший серійний автомобіль України (випускався в 1950-ті роки)

Першою самостійною розробкою Львівського автобусного заводу став автопоїзд ЛАЗ-150Ф і причіп-фургон ЛАЗ-730 випущений 1954 року, загальна вантажопідйомність становила 7000 кілограм. Цей автомобіль був тільки експериментальною серією, але в 1955 році був випущений ще один ЛАЗ-150Ф, в фургоні якого з'явилися віконця.
Першою серійною розробкою Львівського автобусного заводу був автокран ЛАЗ-690, що випускався з 1955 року.

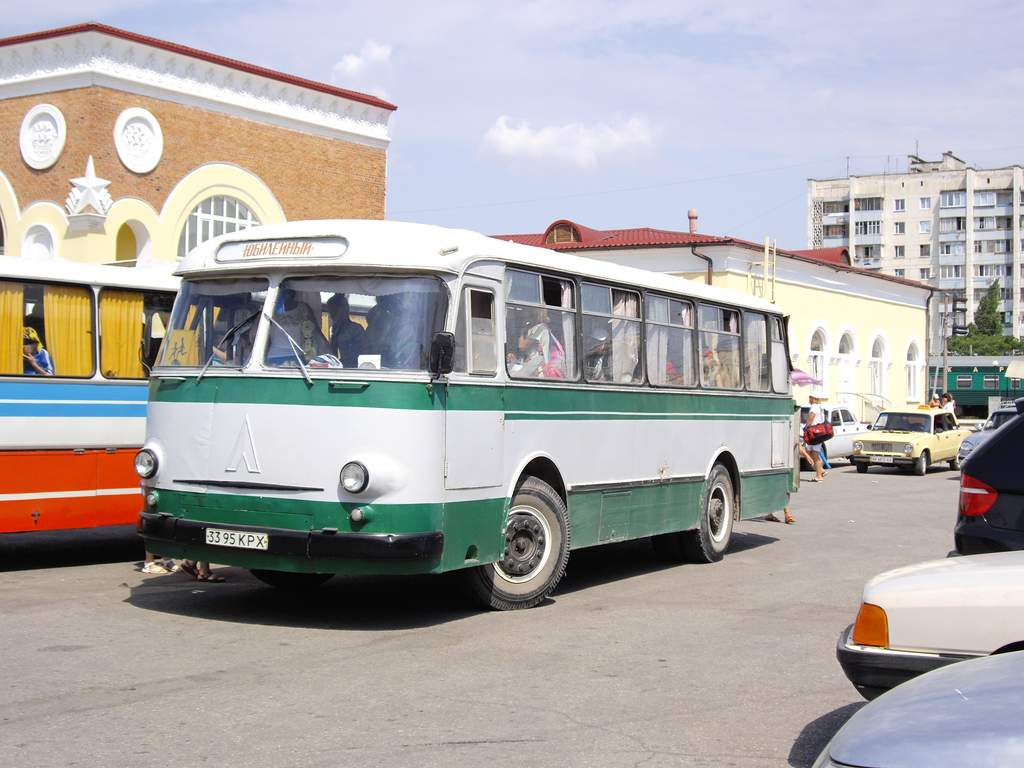
ЛАЗ-695 Львів — перший український серійний автобус (1956-2002 роки).

Пізніше був розроблений перший український серійний автобус ЛАЗ-695, він серійно вироблявся з 1956 по 1969 роки на Львівському автобусному заводі.
У лютому 1956 року колектив конструкторів заводу ЛАЗ побудував перші дослідні зразки автобуса ЛАЗ-695 з розташованим ззаду двигуном ЗІЛ-124. Подібне компонування з поздовжнім розташуванням двигуна в задньому звисі автобуса було застосоване в СРСР вперше. Кузов ЛАЗ-695 мав також абсолютно нову конструкцію. Всі навантаження сприймалися силовою підставою, яка являло собою просторову ферму з труб прямокутного перерізу. З цією підставою жорстко пов'язаний каркас кузова. Зовнішня облицювання автобуса було виконане з дюралюмінієвих листів, які кріпилися до каркаса кузова «електрозаклепками» (точковим зварюванням). Дводискове зчеплення і п'ятиступінчаста коробка передач були взяті від автобуса ЗІЛ-158.
Цікавим нововведенням була залежна ресорно-пружинна підвіска коліс автобуса, розроблена спільно з фахівцями НАМІ. Додатково коригувальні пружини забезпечували в цілому підвісці нелінійну характеристику — її твердість зі збільшенням навантаження зростала, в результаті незалежно від навантаження створювалися комфортабельні умови для пасажирів. Ця обставина завоювало високу репутацію машин ЛАЗ. Але як міський автобус ЛАЗ-695 був недосконалий: був відсутній накопичувальний майданчик біля вхідних дверей, прохід між сидіннями та двері мали недостатню ширину. Автобус найбільш вдало міг використовуватися для приміського сполучення, туристських і міжміських поїздок. Тому відразу ж були закладені в уніфікований ряд ще 2 моделі: туристичну ЛАЗ-697 і міжміську ЛАЗ-699.
Незважаючи на певні мінуси, ЛАЗ-695 виділявся серед інших вітчизняних автобусів. Тонкі віконні стійки кузова зі пересувними кватирками, вбудовані в радіусні скати даху гнуті вікна надавали автобусу легкий, «повітряний» вигляд. Великі радіуси заокруглень на гранях і кутах кузова створювали зоровий ефект обтічної машини. Якщо порівняти ЛАЗ-695 з масовим міським автобусом того часу ЗІС-155, то перший вміщував на 4 пасажири більше, був на 1040 мм довший, але на 90 кг легше і розвивав таку ж найбільшу швидкість — 65 км/год.
Автобуси ЛАЗ-695 мали цікаву особливість у конструкції. У разі необхідності автобус міг бути легко перероблений під санітарну машину. Для цього достатньо було лише демонтувати сидіння в салоні. У передній частині автобуса, під лобовим склом праворуч від робочого місця водія була передбачена додаткова дверцята в кузові для навантаження поранених. Подібне «нововведення» було цілком виправданим в ті часи, коли створювався цей автобус.
Див. також: КрАЗ

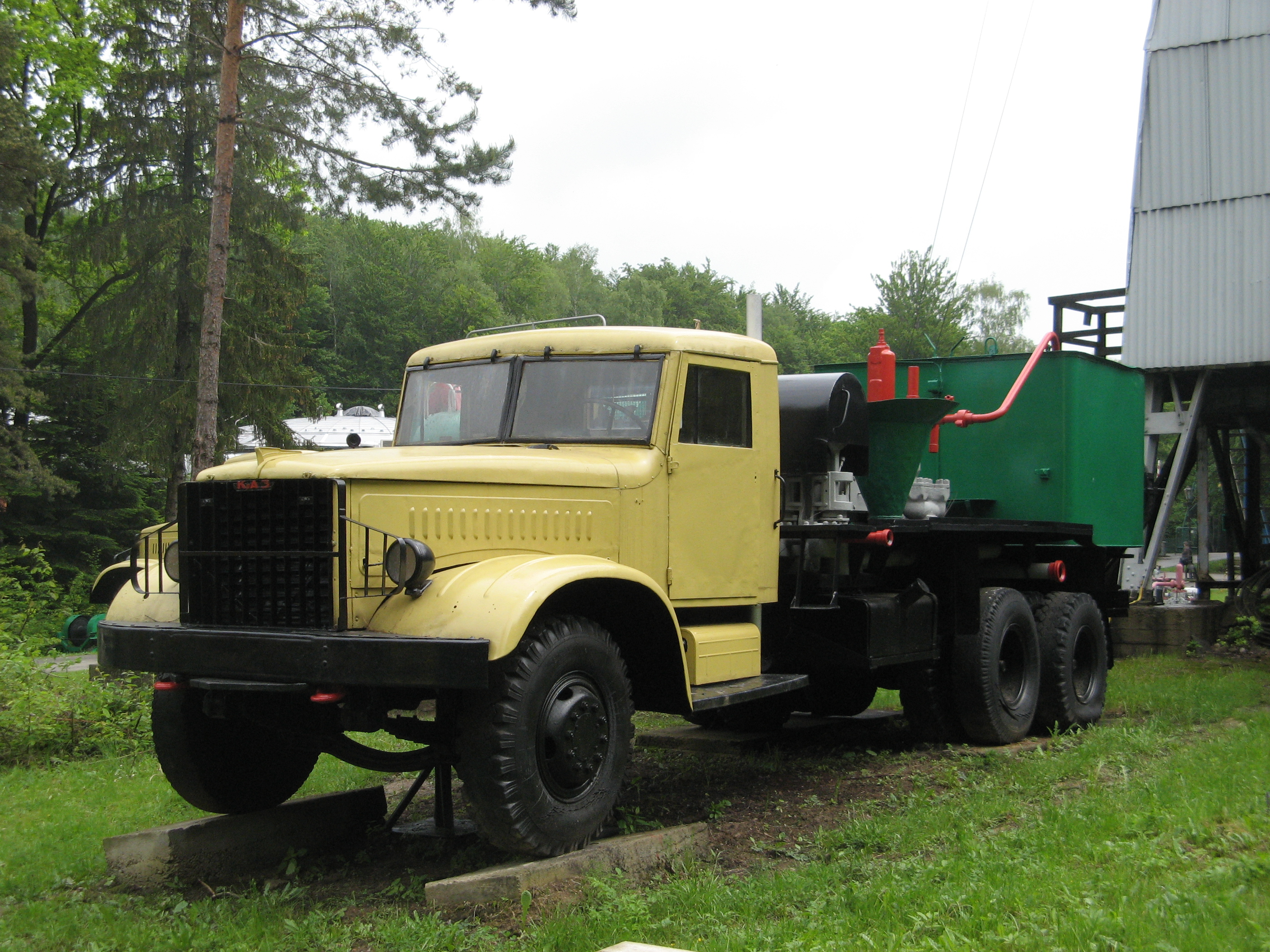
КрАЗ-219 — перше покоління українських вантажівок (1959 рік).

У 1959 році на КрАЗі почалось освоєння виробництва автомобільних деталей, і в квітні була завершено складання перших двох самоскидів типу «ЯАЗ» на рамах власного виробництва з деталей і вузлів, завезених з Ярославського автомобільного заводу. Збірка проводилася на стендах, але в травні вже був введений в експлуатацію конвеєр протяжністю 259,4 метра. До 1 травня випущений перший десятитонний автомобіль-самоскид КрАЗ-222 Дніпро.
Автомобіль КрАЗ-219 був створений в 1958 році на Ярославському автомобільному заводі (ЯАЗ), де і виготовлявся з 1958 до 1959 року, під назвою ЯАЗ-219. Потім, виробництво було передано на Кременчуцький автомобільний завод (КрАЗ), де КрАЗ-219 виготовлявся аж до 1963 року, коли його змінив модернізований КрАЗ-219Б, який відрізнявся наявністю бортової мережі на 24 вольта і модернізованою підвіскою. Дана модифікація випускалася до 1965 року. На конвеєрі КрАЗу, її змінив КрАЗ-257Б.
Див. також: КМЗ
1959 року Київський мотоциклетний завод випустив свій перший автомобіль — КМЗ-1, вантажний автомобіль. Автомобіль випускався 1959—1962 роки, але щороку він модифікувався: КМЗ-3,КМЗ-4 і КМЗ-5 (чи випускався КМЗ-2 невідомо).
Див. також: Луцький машинобудівний завод

ЛуМЗ-827 (1960 рік).

Перший свій автомобіль Луцький автомобільний завод випустив в 1960 році, це був ЛуМЗ-827 (завод тоді мав назву: Луцький машинобудівний завод). Відразу змінюється і спеціалізація. На заводі починають виготовляти кузови, автокрамниці, авторефрежератори та вироби спеціального призначення. Протягом 1960 року на заводі освоєно випуск семи нових виробів. Через чотири роки на заводі розпочинається випуск ремонтних майстерень і малотоннажних рефрижераторів. Успіх продовжився модифікацією ЛуМЗ-827Б, який випускався до 1967 року. Коли випуск рефрижераторів врешті налагоджується, віднаходяться суттєві недоліки: внутрішній корисний об'єм вантажного відсіку не має навіть одного кубічного метра, холодильний агрегат змонтували поруч із водієм, замість пасажирського сидіння. Пояснення дається одне — для нього просто не знайшлося місця. Луцька новинка насправді не витримує критики.

### 1961—1980 роки

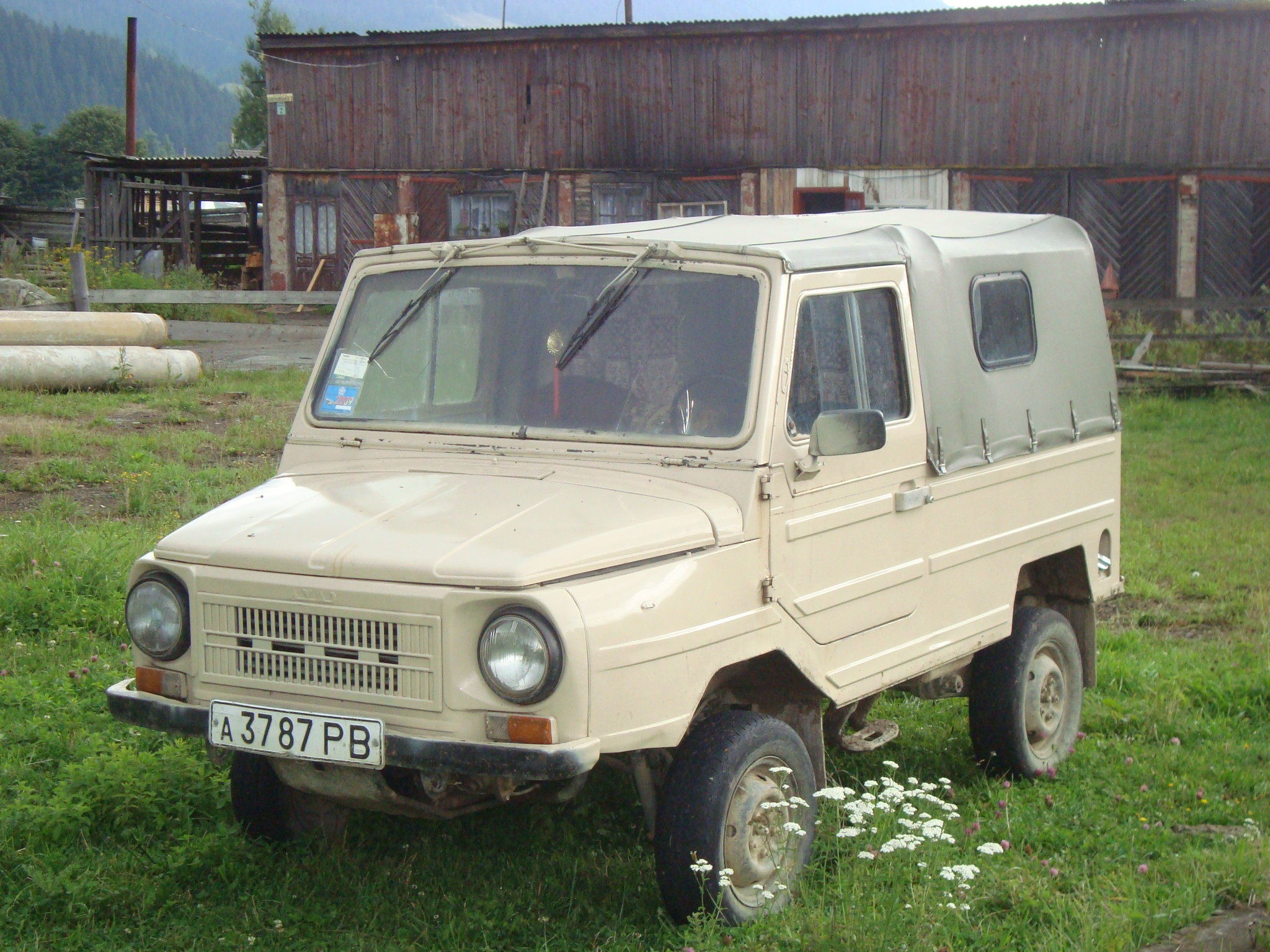
ЛуАЗ-969М Волинь (1979 рік).

Див. також: ЗАЗ
Див. також: Запорожець (автомобіль)

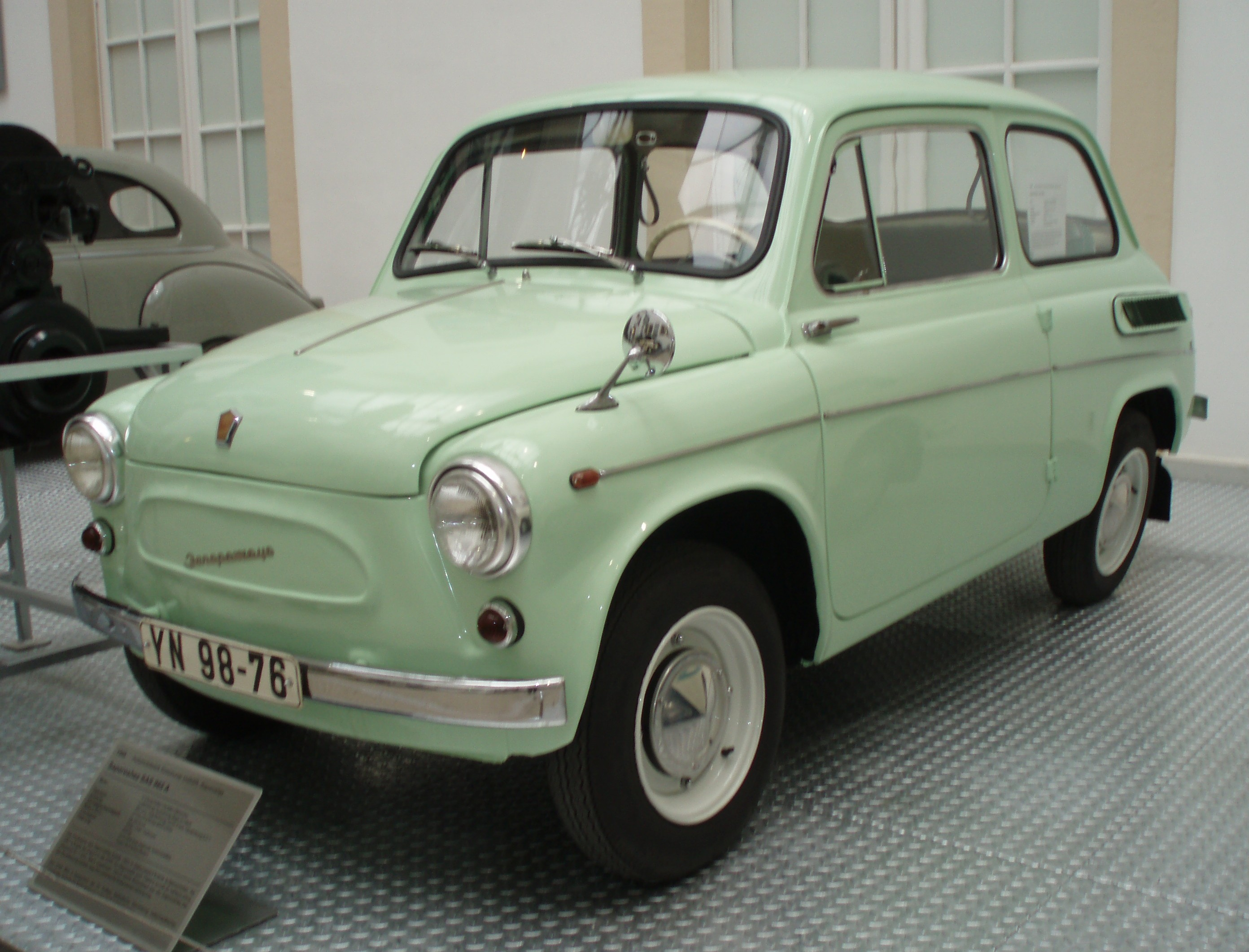
ЗАЗ-965 Запорожець — перший український серійний легковий автомобіль (1961 рік).

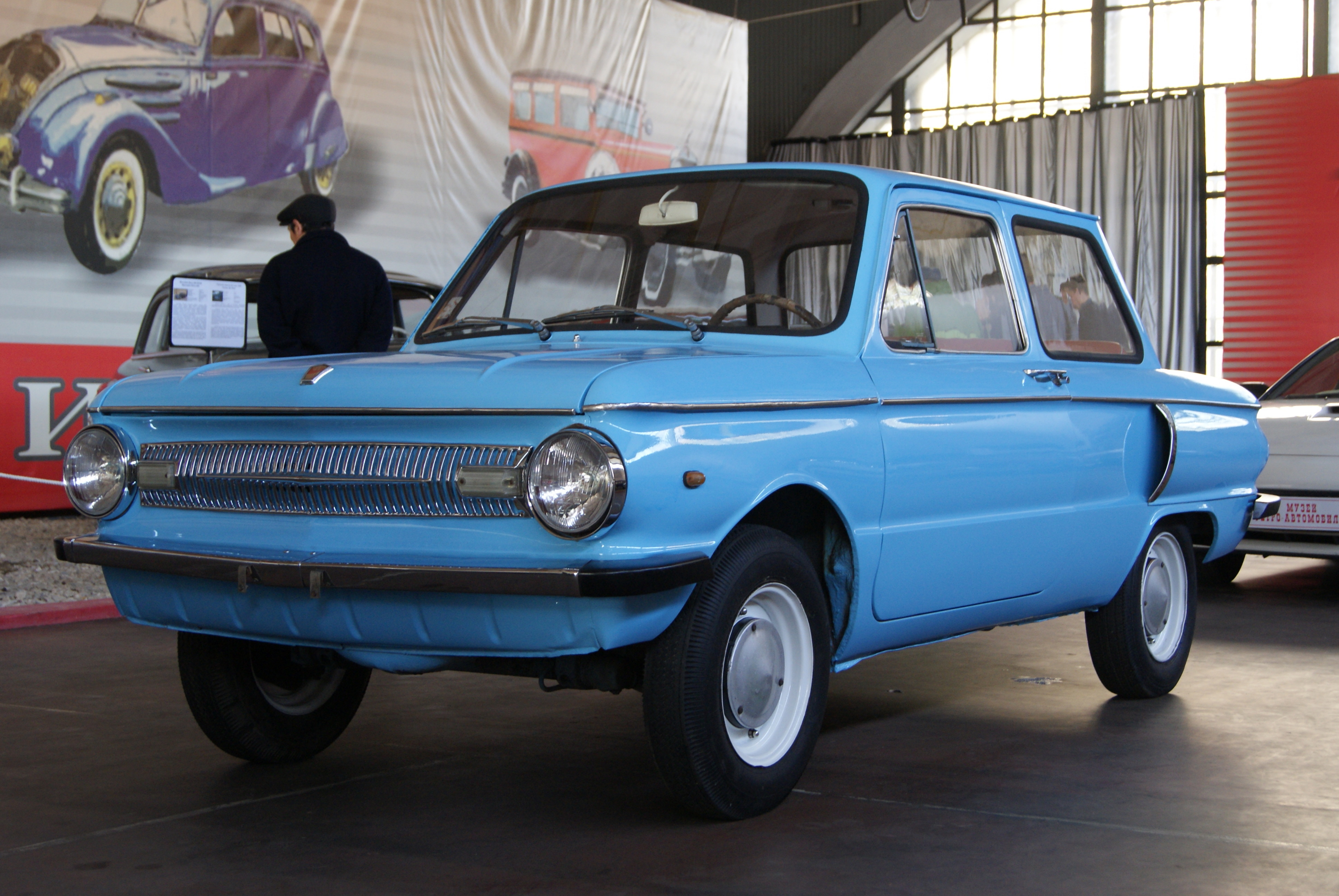
ЗАЗ-966 Запорожець (1966) рік.

1961 року Запорізький автомобільний завод випустив перший український серійний легковий автомобіль — ЗАЗ-965.
Характерними особливостями ЗАЗ-965 були двері на задніх петлях, які відкривалися проти ходу руху автомобіля; розташовані на крилах (на рівні капота) підфарники; а також дворядне розташування вентиляційних отворів на повітрозабірниках. Крім того, на капоті, над номерним знаком, був додатковий прямокутний заґратований отвір для виведення повітря, що охолоджує двигун. На передку машини, на її багажнику, ставилася характерна емблема у вигляді зірки, а нижче неї, на передньому облицюванні, був напис українською мовою «Запорожець».
До установки на автомобіль, ще на етапі проектування «Москвича-444» розглядалися і випробовувалися три варіанти двигуна. «НАМІ-В» — копія двигуна автомобіля Volkswagen Beetle (опозитний); «НАМІ-Г», основою для якого був двигун BMW для десантувального всюдиходу (V-подібний); власна розробка ЗМА — двоциліндровий опозитний в основі якого лежав французький двигун для Citroen 2CV. Всі ці двигуни мали повітряне охолодження. Найкращі показники були в «НАМІ-В», а єдиним його недоліком була складність операції регулювання клапанів через опозитне розташування циліндрів: заважали колісні арки. Проте вибраний був «НАМІ-Г». Не зважаючи на те, що він призначався для машини з переднім розташуванням двигуна і викликав певні компонувальні ускладнення. У нього була найважливіша перевага — він був готовий до виробництва. Варто відзначити, що спочатку призначений він був не для майбутнього ЗАЗ-965, а для армійської амфібії ТПК. Як наслідок, ряд технічних рішень (розташований ззаду масляний радіатор, високе розташування трамблера, корпус з алюміній-магнієвого сплаву, полегшені блоки циліндрів) диктувалися основним замовником (тобто армією) і завдавали багато клопоту при цивільному використанні.
Практично відразу при масовій експлуатації виявилися недоліки автомобіля (маленький об'єм багажника, високий рівень шуму двигуна, погана динаміка розгону, перегрів двигуна влітку, ускладнений запуск в мороз, тіснота в салоні,) тому вже весною 1961 року завод розпочав розробку нової моделі ЗАЗ-966 і в листопаді того ж року дослідний зразок був продемонстрований на ВДНГ. Водночас це не перешкодило модернізувати ЗАЗ-965 і випускати його до 1969 року, з яких останні три він випускався паралельно із ЗАЗ-966.
На початку 1962 року була проведена модернізація ЗАЗ-965 (без зміни позначення). Передні габаритні вогні перемістилися з верхньої частини крил під фари. Змінилися повітрозабірники на задніх крила — замість двох рядів луврів став один більшої висоти. Змінився капот двигуна — замість двох груп луврів півколом, що огинають ліхтар підсвічування номерного знаку, з'явився прямокутний сітчастий отвір над ліхтарем. Також слід зазначити, що ранні ЗАЗ-965 не мали внутрішніх ручок дверей — замість них була засувка шпінгалетового типу і ремінна петля для закривання дверей.
Див. також: Луцький автомобільний завод, державне підприємство

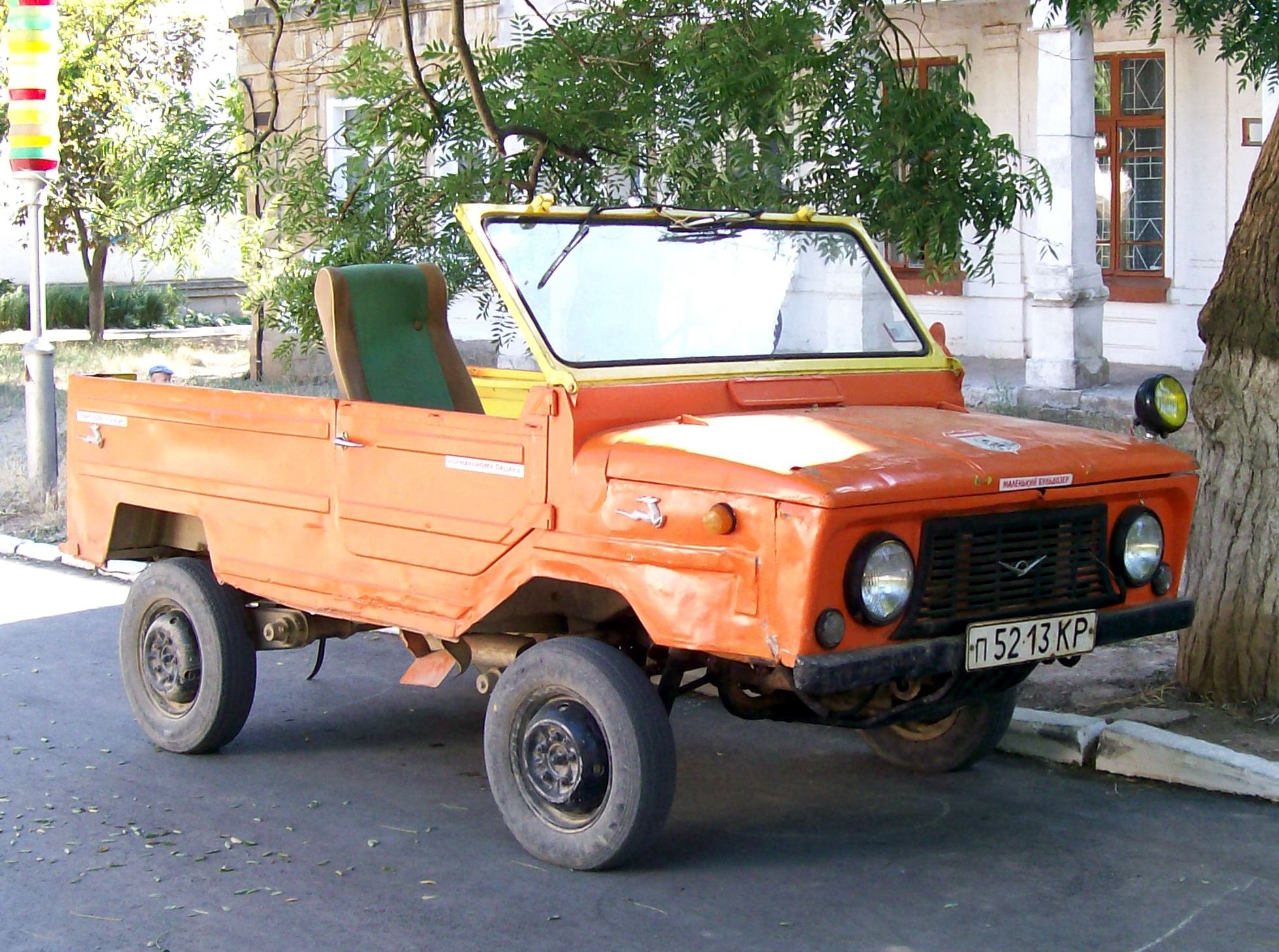
ЛуАЗ-969 Волинь — перший вантажопасажирський повнопривідний автомобіль (1971 рік).

В 1971 Луцький автомобільний завод році випустив серійний автомобіль ЛуАЗ-969, що випускався в 1971-1988 роках (включаючи модифікації: ЛуАЗ-969А, ЛуАЗ-969М, ЛуАЗ-969Ф). Автомобіль визначався як: вантажопасажирський повнопривідний автомобіль з кузовом типу універсал.
ЛуАЗ-969 — повнопривідний легковий автомобіль який комплектувався двигуном МеМЗ-969 0,9 л 30 к.с. і був уніфікований з силовим агрегатом «Запорожців» моделей 965А і 966В, але, на відміну від них, встановлювався спереду. Автомобіль, як і всі ЛуАЗи, має передній привід, задній підключається за потребою. В наявності є блокування диференціала головної передачі заднього моста і понижувальна передача. Підвіска торсіонна незалежна, з гідравлічними амортизаторами. Задля забезпечення якомога більшого дорожнього просвіту біля ступиць коліс вмонтовані пари прямозубчастих циліндричних шестерень. Гідравлічні гальма роздільні для передніх і задніх коліс. Рульовий механізм і гальма уніфіковані з відповідними агрегатами сімейства «Запорожців».
Див. також: Луцький автомобільний завод, державне підприємство
Див. також: ЛуАЗ-969М
ЛуАЗ-969М Волинь — повнопривідний автомобіль, який випускався з 1979 по 1992 рік, як модифікація моделі ЛуАЗ-969А. Від попередника відрізнявся оновленим дизайном та покращеними ходовими властивостями.
Свою історію автомобіль розпочав у 1977 році, коли на заводі розпочали роботу над вдосконаленням моделі ЛуАЗ-969А. Дебют моделі відбувся у 1978 р. на міжнародному автосалоні в Турині, і за його результатами ЛуАЗ-969М увійшов в десятку найкращих повноприводних автомобілів Європи. Липень 1979 р. ознаменувався для цієї моделі ще однією нагородою: на міжнародній виставці «Земля-годувальниця», що проходила в Чехії, автомобіль був відзначений золотою медаллю як один із найкращих автомобілів для села. З 1979 р. по наші дні автомобіль використовується в основному у сільській місцевості, оскільки має бездоганні позашляхові властивості. З 1983 року, окрім СРСР, модель експортувалася фірмою Mortarelli до країн Західної Європи, зокрема до Італії. Але експортний варіант зазнавав значної модернізації, яку проводили не на заводі а в Італії. Встановлювався новий, потужніший та економічніший двигун компанії Ford, були замінені колісні диски, та видозмінений салон. Загалом станом на 1989 р. з конвеєра зійшло 126 893 автомобілі.
Див. також: ЗАЗ-968

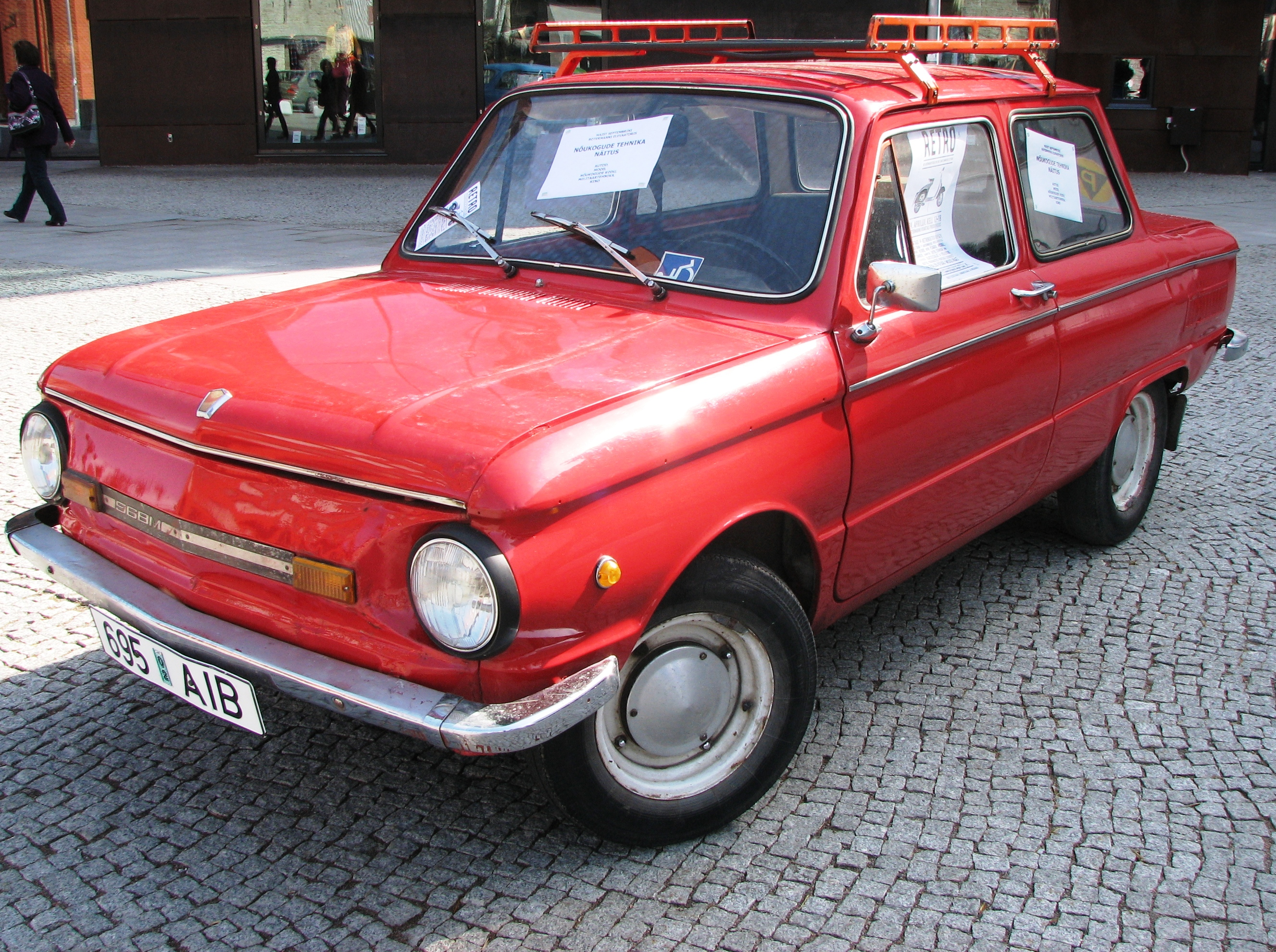
ЗАЗ-968М Запорожець (1980) рік.

Через деякий час після початку випуску ЗАЗ-968А, було розпочато роботу над його подальшою модернізацією і в 1977 році публіці був представлений прототип майбутнього ЗАЗ-968М. В цілому автомобіль був дуже схожий на майбутній серійний ЗАЗ-968М Запорожець, однак задня частина була вирішена інакше: іншої форми були бічні повітрозабірники в задніх крилах, а форма задніх ліхтарів була обумовлена формою крила, що дістався у спадок від ЗАЗ-968А.
Вставши на конвеєр в 1980 році ЗАЗ-968М мав дещо змінену порівняно з попередниками форму і обробку кузова. Перш за все впадає в око відсутність характерних «вух» на бічних панелях моторного відсіку, місце яких зайняли пласкі ґрати для забезпечення підведення повітря до двигуна. Враховуючи відсутність «вух» повітрязабірників, машину досить швидко охрестили «мильницею» — за схожі на неї форми корпусу і молдинг по боковій подштамповці, який немов ділив машину на верхню і нижню частини. У самому підмоторному просторі була по-новому організована циркуляція повітря, що дозволило поліпшити охолодження двигуна.
Крім того, зовнішні відмінності від ЗАЗ-968А полягали в іншій, більш опуклій, передній панелі з новим декоративним молдінгом чорного кольору (до речі, на моделі 968М на відміну від попередньої моделі, перегородка в багажнику, що відокремлює простір для запасного колеса, була прибрана, а «запаска» перенесена в моторний відсік, праворуч від двигуна. Змінилося також розташування акумулятора — раніше він був праворуч від «запаски», а на 968М перемістився в ліву частину багажника). Передній і задній бампери були оснащені гумовими накладками в середній частині і пластмасовими боковинами. У фар з'явилися гумові обідки чорного кольору. На задній панелі розмістилися нові ліхтарі прямокутної форми. В останні роки виробництва автомобіля пропали вентиляційні решітки, що знаходилися перед лобовим склом, а на їх місці з'явився омивач. Варто також додати, що на цій моделі кардинально змінена схема електроустаткування, з'явився повноцінний блок запобіжників, електронне реле поворотів та аварійна сигналізація. З мінусів — зник повітропровід, що подає через центральний тунель тепле повітря до ніг задніх пасажирів, спинка заднього сидіння змістилася назад, впритул до бензобаку, зробивши незручною посадку ззаду для високих пасажирів.
Крім того, зовнішні відмінності від ЗАЗ-968А полягали в іншій, більш опуклій, передній панелі з новим декоративним молдінгом чорного кольору (до речі, на моделі 968М на відміну від попередньої моделі, перегородка в багажнику, що відокремлює простір для запасного колеса, була прибрана, а «запаска» перенесена в моторний відсік, праворуч від двигуна. Змінилося також розташування акумулятора — раніше він був праворуч від «запаски», а на 968М перемістився в ліву частину багажника). Передній і задній бампери були оснащені гумовими накладками в середній частині і пластмасовими боковинами. У фар з'явилися гумові обідки чорного кольору. На задній панелі розмістилися нові ліхтарі прямокутної форми. В останні роки виробництва автомобіля пропали вентиляційні решітки, що знаходилися перед лобовим склом, а на їх місці з'явився омивач. Варто також додати, що на цій моделі кардинально змінена схема електроустаткування, з'явився повноцінний блок запобіжників, електронне реле поворотів та аварійна сигналізація. З мінусів — зник повітропровід, що подає через центральний тунель тепле повітря до ніг задніх пасажирів, спинка заднього сидіння змістилася назад, впритул до бензобаку, зробивши незручною посадку ззаду для високих пасажирів.

### 1981—1990 роки
Див. також: ЗАЗ-1102 Таврія

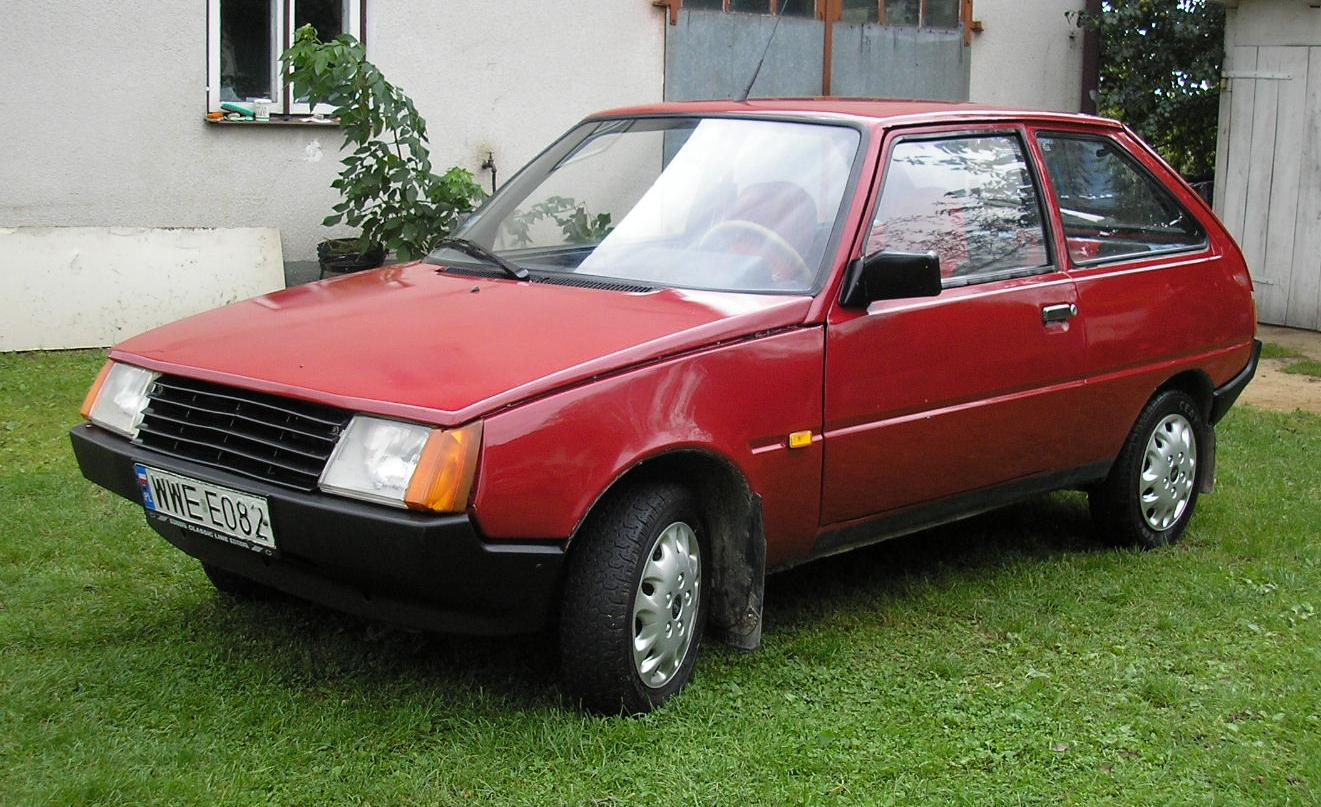
Сімейство Таврія (1988-2011 роки) — останні легкові автомобілі власної розробки.

Ще на початку 70-х група фахівців заводу на чолі з головним конструктором В. П. Стешенко, коли в СРСР роботи над новим масовим передньопривідним автомобілем тільки починалися, розробила багато цікавих концепцій, як у вигляді макетів, так і втілених у металі.
Слід зазначити, що з самого початку проектувалося ціле сімейство автомобілів, яке включало в себе, крім базового варіанту, також і повнопривідні модифікації, пікап, фургон, вантажівка і ін.
В серію ЗАЗ-1102 потрапив лише в 1988 році. Частково це пов'язують і з тим, що керівництво Міністерства транспорту СРСР, в якому працювало дуже багато колишніх працівників АвтоВАЗу, бажало бачити перший в країні передньоприводний автомобіль виробництва Волзького заводу, тому чекало на появу ВАЗ-2108.
Автомобіль ЗАЗ-1102 почав продаватись з 1988 року. У той час «Таврія» позиціонувалася як виключно економічний автомобіль. У 1989 році Мінавтопромом СРСР був випущений рекламний ролик для західного ринку, в якому водій заправляє «Таврію» з своєї запальнички.
Див. також: ЛуАЗ-1301

ЛуАЗ-1301 (розроблявся в 1984-2003 роках) — остання самостійна розробка ЛуАЗу.

З 1984 по 2003 роки розроблялась модель ЛуАЗ-1301 — остання модель ЛуАЗу, але автомобіль так і не був запущений в серійне виробництво.
Вперше рестайлінговий варіант ЛуАЗ-969М було створено у 1984 р. Цей автомобіль відрізнявся лише новою формою кузова та салону, технічне ж оснащення залишилось незмінним.
Наступна спроба вдосконалити застарілий, на той час 969М. Цей варіант був модернізацією моделі 1984 року. Зразок було збудовано наприкінці 1988 року, і декілька авт проходили випробування. Акцент в конструкції був зроблений на передових, ще не випробовуваних в Радянському Союзі технічних рішеннях — автомобіль мав каркасно-панельний кузов (стальний несучий каркас із зовнішніми панелями із пластмаси), змінюваний дорожній просвіт (його збільшують нагнітаючи повітря в пневмобалони підвіски електричним бортовим компресором, або, на хорошій дорозі, зменшують), торсіонна підвіска була замінена на незалежну пружинну, в трансмісію введено блокувальний міжосьовий диференціал, привід всіх коліс — постійний, без відключення заднього мосту. Дах і боковини задньої частини кузова — знімні. Силовий агрегат — на базі двигуна МеМЗ-245, «Таврії».
У 1994 році на виставці МІМС-94 у Москві було представлено технічно-інноваційний варіант автомобіля. Він мав цілий ряд прогресивних опцій, порівняно із 969М, таких як: пневмопідвіска, блокування диференціалів та пластиковий обтічний кузов. Все це підвищило рівень комфорту та безпеки пасажирів, при цьому автомобіль не втратив своєї основної відмінної якості — високої прохідності по бездоріжжю. Виставлений на виставці автомобіль був застарілий і малопотужний.
У 2002 році був представлений третій і останній варіант модернізації цього автомобіля.
Див. також: ЗАЗ-1106

ЗАЗ-1106 Таврія ІІ (1988) рік

Правду кажучи, ЗАЗ-1106 це навіть не прототип, це макет перспективного автомобіля, який як і макет ЗАЗ-1104 був створений в УГК (управління головного конструктора) наприкінці 80-х років на базі вузлів і агрегатів "Таврії ". Таким автомобіль 21-го століття бачили конструктори ЗАЗу в ті роки.
В обрисах ЗАЗ-1106 вже вгадуються риси майбутньої «десятки», та й багатьох інших автомобілів кінця 90-х років минулого століття, початку 21-го.
На жаль, завод, як і всю країну тоді, поглинули наслідки політичної кризи початку 90-х, і керівництво заводу всі сили пустило на випуск і модернізацію сімейства автомобілів «Таврія», що було на той момент, мабуть, єдино правильним, з економічної точки зору, рішенням.

## Україна
Див. також: Автомобільна промисловість в Україні

### 1991—2004 роки

ЗАЗ-2301 «Снага» (1995)

До 1991 р. до автомобілебудівного комплексу входило 4 автомобільних заводи:
- для виготовлення легкових автомобілів — Запорізький і Луцький,
- для виробництва вантажівок — Кременчуцький автозавод;
- для виробництва автобусів — Львівський автобусний завод.

Проектна річна потужність їх становила: Запорізького (ЗАЗ) 300—350 тис. штук, Луцького автомобільного (ЛуАЗ) — 17 тис., Кременчуцького (КрАЗ) — 35 тис. і Львівського автобусного (ЛАЗ) — 16 тис. автобусів.
Автомобілебудівні заводи обслуговували понад 60 підприємств України, які випускали комплектуючі та понад 300 підприємств різних галузей Союзу РСР. У найкращі часи (1985 р.) Авто-ЗАЗ випускав 160 тис. автомобілів, ЛуАЗ — 10 тис., КрАЗ — 30,4 тис. і ЛАЗ — 15 тис. автобусів.
Див. також: ЗАЗ-2301
У 1990-х роках ЗАЗ випускав автомобілі сімейства «Таврія». Хоча серед перспективних розробок були досить цікаві нові моделі як ЗАЗ-2301 Снага.
Дослідна вантажівка з вантажопідйомністю в 1 тонну була створена в 1995 році і була укомплектована двигуном робочим об'ємом 1700 куб.см. Зовні автомобіль схожий на вантажну «Газель» і аналогічно газівському ж автомобілю, на базі «Снага» також планувалося створення уніфікованого сімейства комерційних автомобілів.
Див. також: ЗАЗ-1105 Дана

ЗАЗ-1105 Дана (1994—1997)

У 1994 в серію пішов ЗАЗ-1105 «Да́на» — легковий передньопривідний універсал на базі ЗАЗ-1102 «Таврія». Автомобіль випускався на Запорізькому автомобілебудівному заводі з початку 1994 по 1997 рік. Проте по-справжньому серійною через низку обставин «Дана» так і не стала, випускаючись дрібними партіями. Порівняно з «Таврією» дещо кращою стала аеродинаміка кузова (Cx=0,37 проти 0,39 в «Таврії»), салон комплектації «Таврія-люкс» став для «Дани» стандартом.
У 1998 р. зареєстровано спільне українсько-корейське підприємство з іноземною інвестицією у формі закритого акціонерного товариства «АвтоЗАЗ-Daewoo». Впроваджено випуск якісно нових автомобілів ЗАЗ-110206 «Таврія-Нова», ЗАЗ-1103 «Славута», ЗАЗ-11055 «Таврія-Пікап». Виробництво ЗАЗ-1102 «Таврія» та ЗАЗ-1105 «Да́на» було припинено.
Також в 1998 році завершено роботи з підготовки виробництва і розпочато великовузлове складання автомобілів європейського рівня Daewoo Lanos, Daewoo Nubira, Daewoo Leganza на Чорноморському заводі автоагрегатів (раніше мав назву Іллічівський завод автоагрегатів).
Див. також: ЗАЗ-1103 Славута

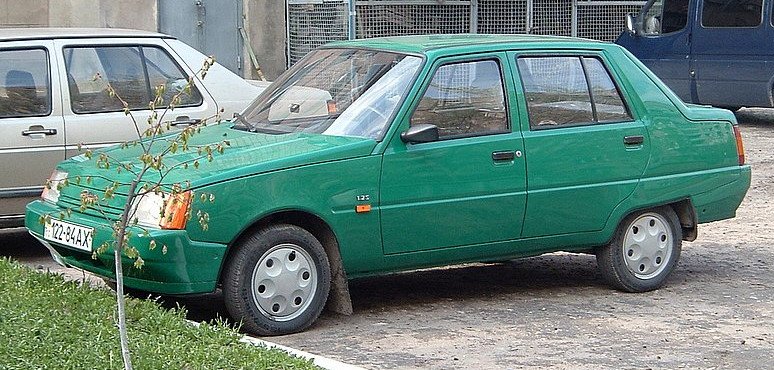
ЗАЗ-1103 Славута (1998—2011) змінив на конвеєрі ЗАЗ-1105 Дана

Після початку співпраці Запорізького автомобілебудівного заводу з Деу Моторз 1998 року корейська сторона провела ревізію технологічного процесу, і, з метою покращення якості автомобілів, переглянула список постачальників комплектуючих. Відновилася робота над розробленою ще 1995-го п'ятидверною моделлю з кузовом типу ліфтбек, оскільки Дана з п'ятидверним кузовом універсал великим попитом не користувалася і мала ряд технологічних недоліків. Виробництво нового автомобіля, який отримав заводський індекс ЗАЗ-1103, розпочалося 17 березня 1999.
У січні 2000 «Славута» почала комплектуватися карбюраторними двигунами об'ємом 1,2 л, а в червні 2001 об'ємом 1,3 л (МеМЗ-3011). У грудні 2002 з'явилася найдорожча версія комплектації з інжекторним двигуном 1,3 л (МеМЗ-3071). У зв'язку з посиленням екологічних норм до ЄВРО-2 з 2006 року встановлюються лише двигуни з інжектором об'ємом 1,2 та 1,3 л.
У січні 2011 Запорізький автомобілебудівний завод припинив випуск моделі ЗАЗ-1103 Славута. 11 лютого 2011 останню зібрану «Славуту» було продано на аукціоні за 47 020 гривень при початковій ціні 40 490.
Див. також: ZAZ Sens

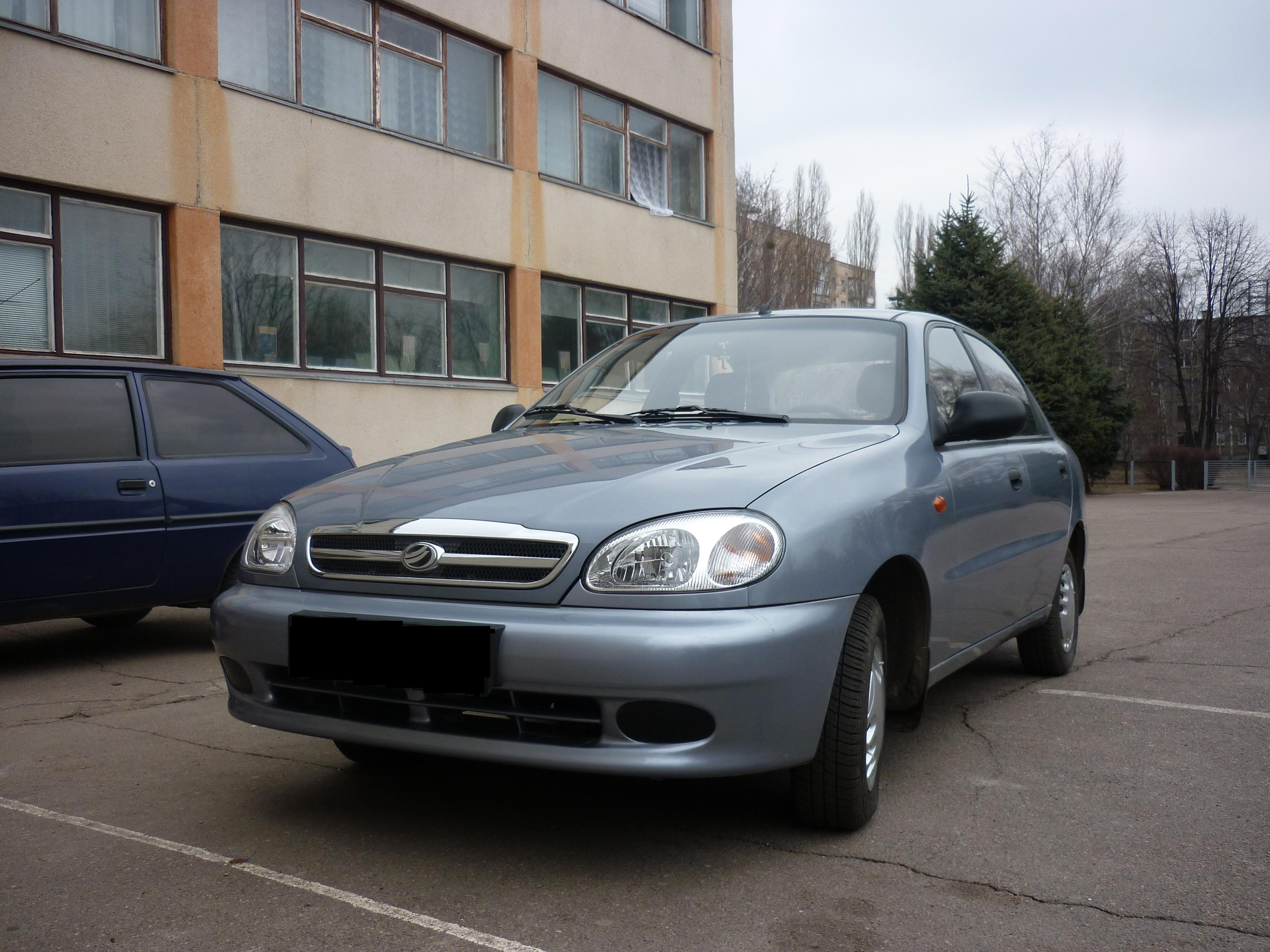
Починаючи з 1998 року ЗАЗ виробляє Sens/Lanos

У 2000 році СП «АвтоЗАЗ-Деу» представило модель Lanos T100 із двигуном і коробкою передач українського виробництва. Новий автомобіль, одержав позначення ZAZ-Daewoo L-1300. Його було розроблено спільно українськими та корейськими фахівцями. Силовий агрегат Мелітопольського моторного заводу МеМЗ 301 об'ємом 1,3 л оснащувався карбюратором Solex і розвиває 63 к. с. при 5500 об/хв. Автомобіль оснащено 5-тиступеневою механічною коробкою передач українського виробництва. Модель пропонувалася з найпопулярнішим кузовом седан.
У 2001 році автомобіль отримує новий двигун інжекторний МеМЗ 307 об'ємом 1,3 л потужністю 70 к. с. при 5500 об/хв.
У 2002 році за результатами конкурсу «Подаруй машині ім'я», який проходив з 17 вересня 2001 року по 28 лютого 2002 року, а остаточний варіант оголосили на автосалоні SIA'2002, автомобіль отримав нове ім'я Daewoo Sens, замість цифрового позначення L-1300. Назву авто придумала сум'янка Світлана Солопченко..
У 2007 році автомобіль отримав назву ZAZ Sens і крім двигуна МеМЗ 307, отримав ще новий мелітопольський інжекторний двигун МЕМЗ 317 об'ємом 1,4 л потужністю 77 к. с. із корейською 5-ступеневою коробкою передач від Lanos (автомобілі з новим двигуном також називались ZAZ Lanos 1,4).
Див. також: Луцький автомобільний завод, ВАТ
В 1990-ті завод переживає найважчі часи у своїй історії. Різкий спад виробництва, зростаюча заборгованість по зарплатні стали реаліями в минулому потужного підприємства.
У лютому 2000 року була укладена угода з концерном «Укрпромінвест» на складання автомобілів ВАЗ у Луцьку. 14 квітня відбувся комерційний конкурс з продажу 81,12 % акцій товариства. Переможцем у цьому конкурсі став концерн «Укрпромінвест».
Розпочалося великовузлове складання автомобілів ВАЗ-21093 і УАЗ різних модифікацій, вдалося відновити випуск власної продукції — автомобілів ЛуАЗ.
У 2001 році продовжено освоєння складання додаткових моделей автомобілів ВАЗ-21099, ВАЗ-2107, ВАЗ-2104, ВАЗ-23213 "Нива", УАЗ-3160. Всього їх було зібрано майже 6 тисяч штук. Цього ж року керівництво заводу приймає рішення зупинити виробництво автомобілів ЛуАЗ-1302 і ЛуАЗ-13021 як морально застарілих.
В лютому 2005 року було створено корпорацію «Богдан». ВАТ «Луцький автомобільний завод» виступив одним з її співзасновників.
Див. також: КрАЗ-65055

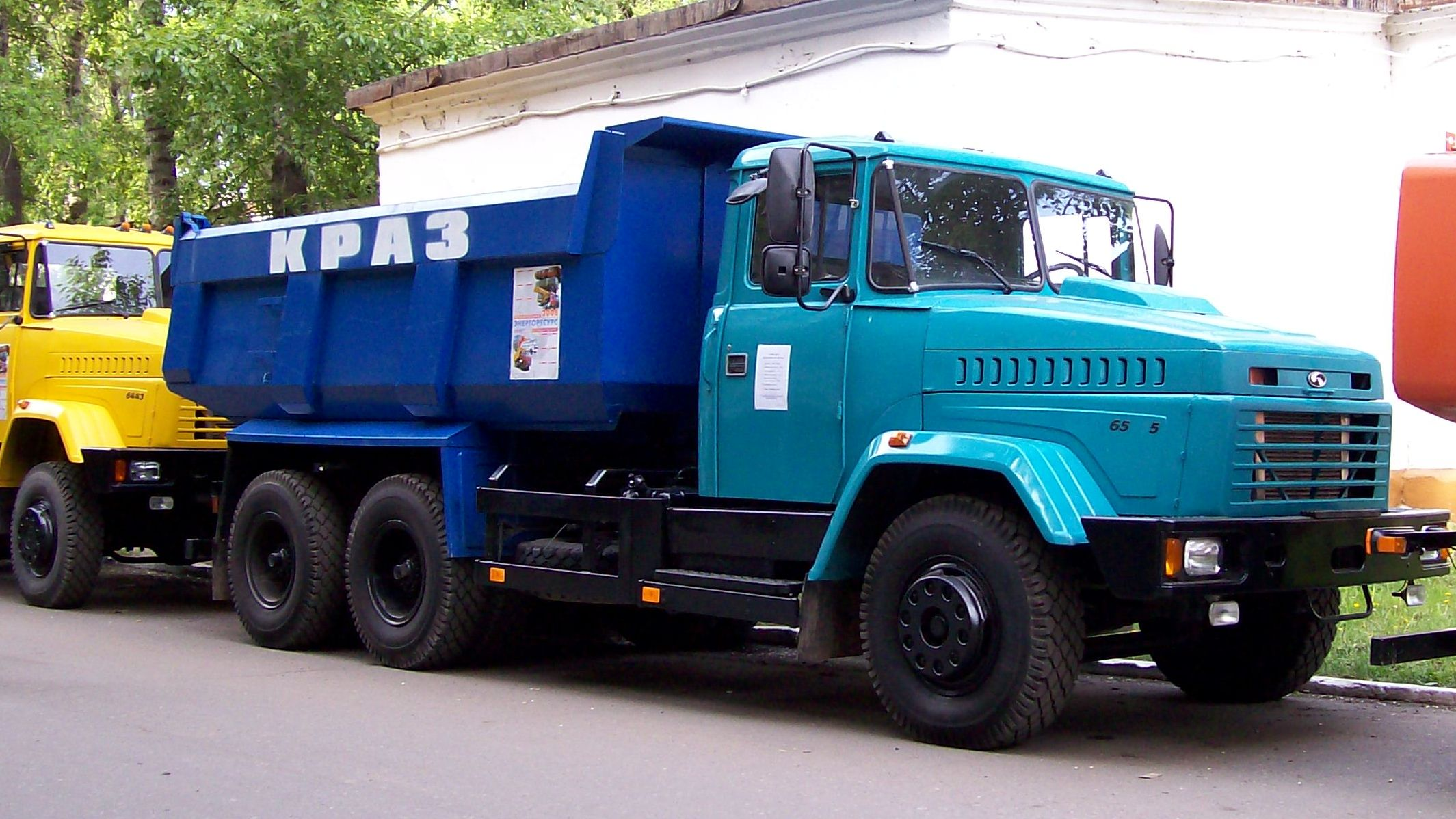
КрАЗ-65055

Роботи над створенням КрАЗ-65055 почалися в 1988 році, самоскид являв собою модернізовану версію дослідного самоскида КрАЗ-6505, зразки якого були виготовлені ще в 1977 році.
В 1994 році почалося виробництво шасі КрАЗ-65053.
В 1997 році почалося виробництво самоскида КрАЗ-65055 (був виготовлений один серійний екземпляр), але роком початку великосерійного випуску вважається 2004 рік, коли Кременчуцький автозавод виготовив 128 самоскидів КрАЗ-65055.
За період з 1999 по 2008 рр. було випущено 4058 автомобілів даної моделі.
У 2009 році була проведена глибока модернізація стандартного «65055» отримала назву КрАЗ-65055 «Гірник-М». Дана модернізація з «американським» двигуном китайського виробництва стала здатна перевозити 20 т вантажу.
Див. також: ЛАЗ-5252

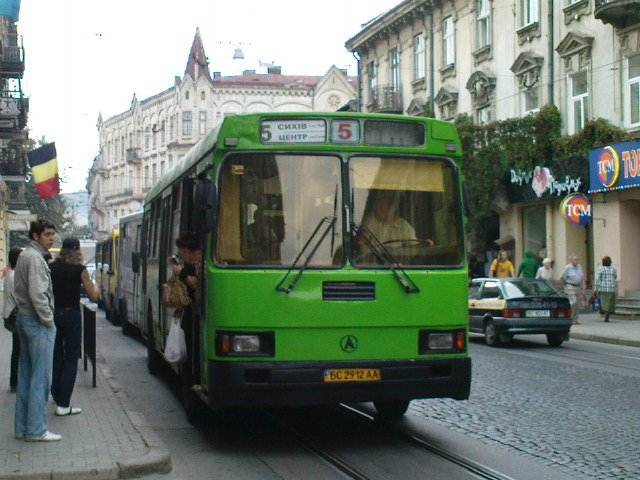
ЛАЗ-5252

Проектування цього автобуса своїм корінням сягає ще у середину 1970-х років. У 1977—1978 роках Всесоюзним контрукторсько-експериментальним інститутом автобусобудування у місті Львові був побудований найперший ЛАЗ-5252. Тоді цей автобус оснащувався радянськими двигунами, які займали велику частину задньої площадки.
Керівництво Львівського автобусного заводу гальмувало розвиток і виробництво моделей ЛАЗ 5252, оскільки збірка старих ЛАЗ 695, ЛАЗ 697, ЛАЗ 699 та інших була справою куди легшою.
У 1990-ті роки ЛАЗ мав скрутне становище, через те, що у нього не було постійних поставників двигунів, а двигуни ЗІЛ та КАМАЗ більше не поставлялися до Львова, тому модифікації ЛАЗ 5252 мали різні двигуни, за якими, власне, лише і відрізнялися.
У 2002 році почався рестайлінг моделей ЛАЗ 5252, в основному були оновлені автобуси ЛАЗ 52527 і ЛАЗ 52528.
Див. також: Єврокар

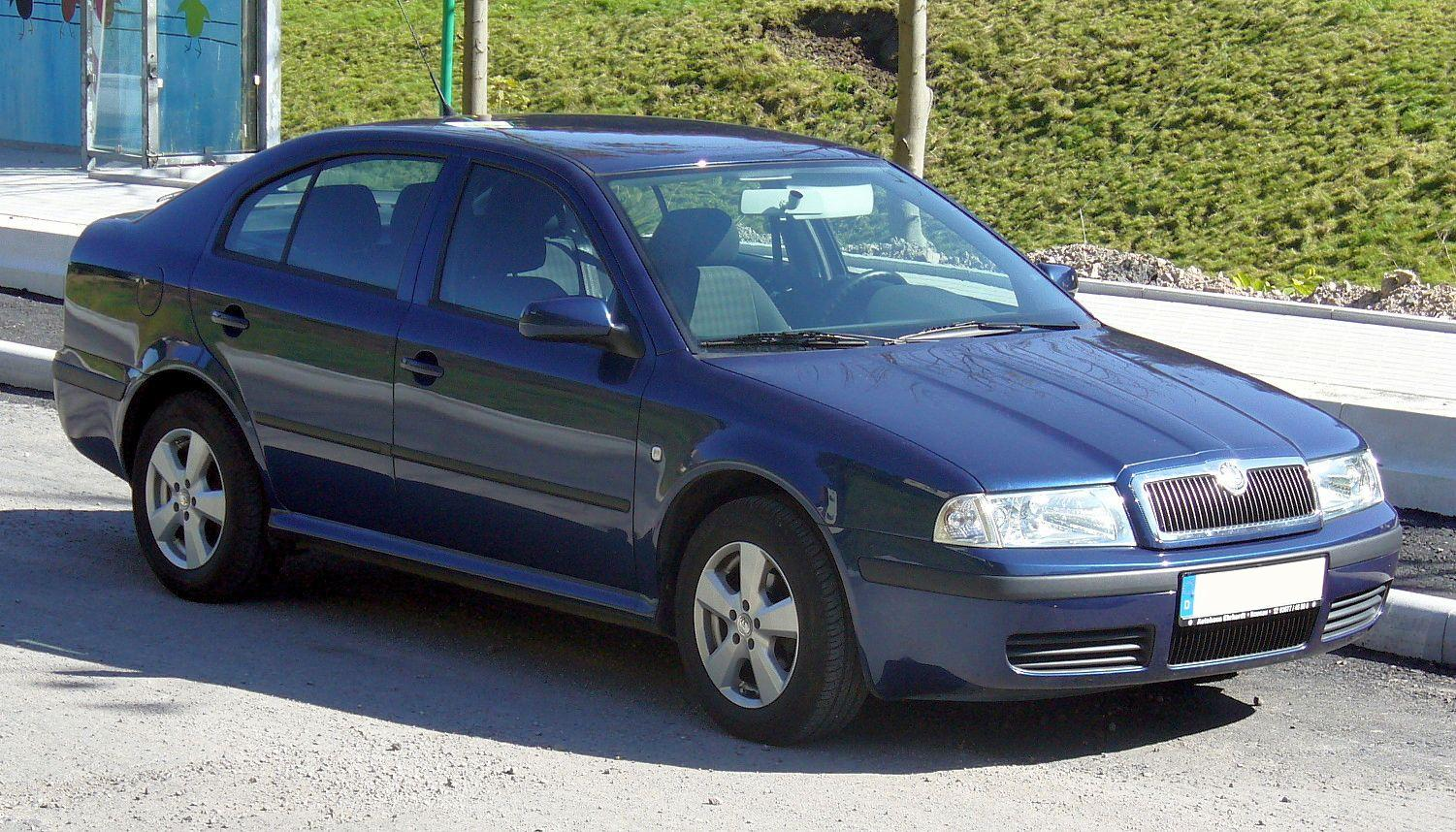
Škoda Octavia

Завод «Єврокар» розташований у селі Соломоново Ужгородського району Закарпатської області України за два кілометри від кордону з Угорщиною та Словаччиною поряд з індустріальним парком «Соломоново».
Будівництво виробничих потужностей було розпочато 23 липня 2001 року. Технічний запуск заводу відбувся 19 грудня того ж року, а в квітні 2002 року стартувало серійне виробництво автомобілів Škoda Octavia. Через шість місяців (у серпні 2002 року) з конвеєра заводу зійшла перша Škoda Fabia, а в березні 2003 року — Škoda Superb.
У жовтні 2003 року відбувся запуск другої виробничої лінії для випуску модельного ряду автомобілів Volkswagen, а в березні 2004 р. — Audi.
В 2006 році на конвеєр була поставлена ще одна модель VW Group — SEAT León. В тому ж році заводом були випущені перші SEAT Altea і SEAT Toledo української збірки і отримано дозвіл на виробництво MKD способом.
В 2008 році з конвеєра заводу зійшов перший автомобіль Škoda Superb нового покоління.
В 2013 році розпочалося виробництво відразу двох нових моделей: в березні дилерам були відправлені перші Škoda Rapid, а в червні — Škoda Octavia А7 третього покоління.

### 2005-сьогодення

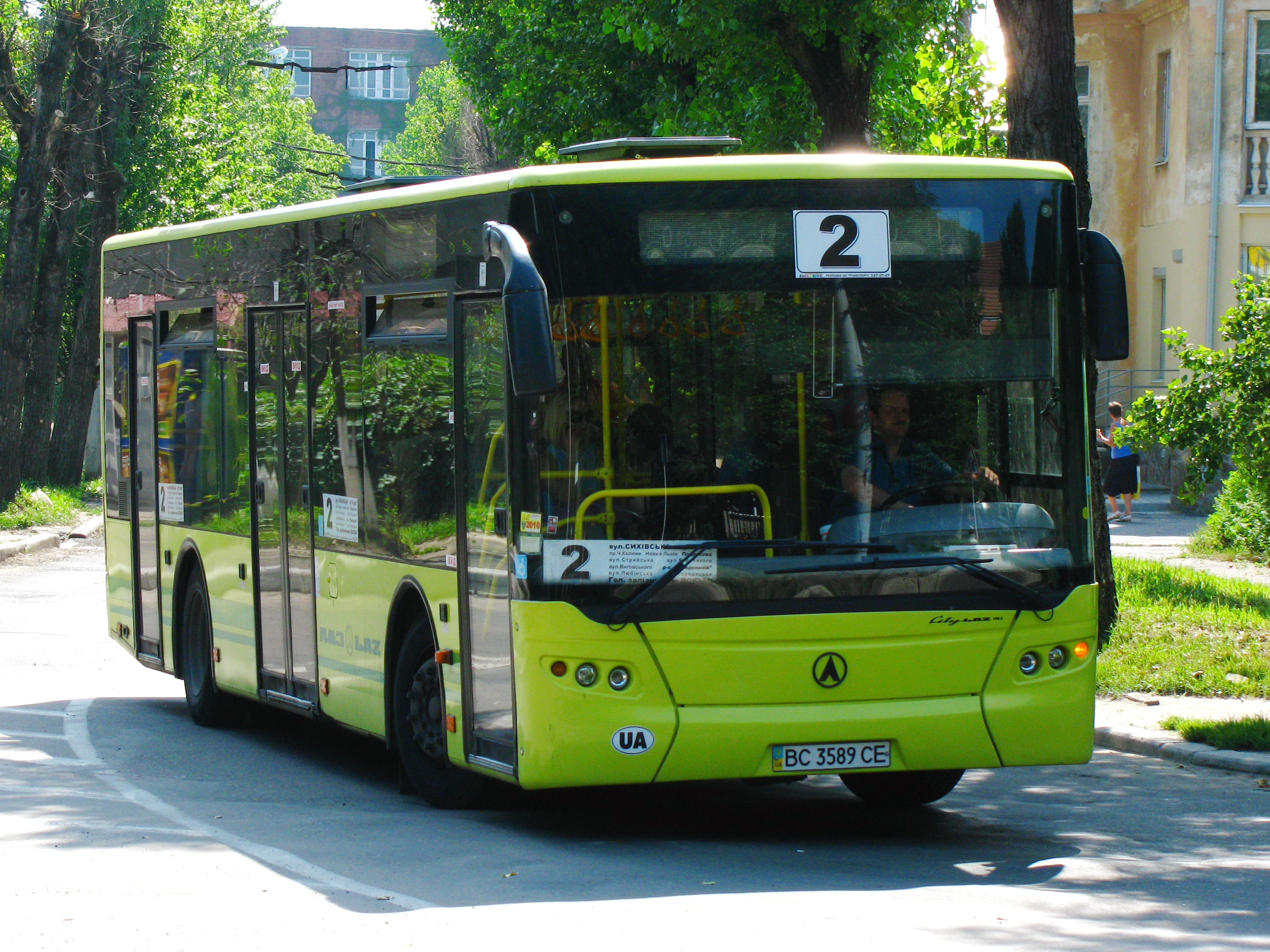
CityLAZ-10LE

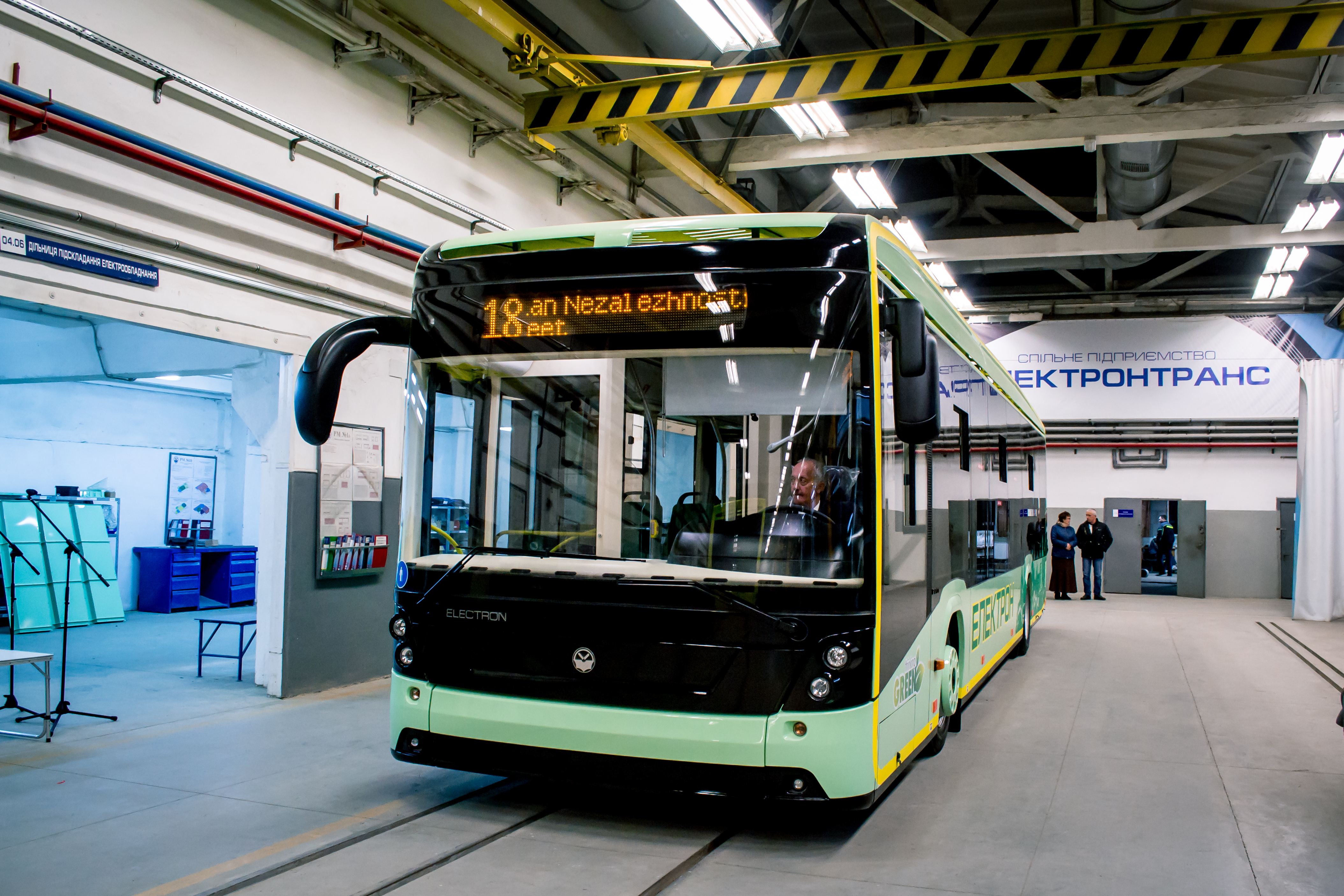
Електрон Е19101

Наприкінці 1990-х та на початку 2000-х появились нові заводи з виробництва автомобілів.
У Черкасах налагоджено складання мікроавтобусів «Богдан», в Сімферополі і Лубнах — «Газель». Виробництво мікроавтобусів налагоджено також у Борисполі Київської області та Чернігові. Складання автомобілів «Волга» налагоджено в Іллічівську. В Ужгороді побудований завод по випуску автомобілів марок «Шкода» та «Ауді».
Див. також: CityLAZ-10LE
ЛАЗ А152 (СітіЛАЗ 10 ЛЕ) — 10-метровий міський автобус, що виготовляється на Львівському автобусному заводі з 2007 року.
Див. також: КрАЗ C20.2
27 червня 2008 року на автошоу «КрАЗ-2008» в Кременчуці вперше представлений експериментальний безкапотний трьохосний самоскид КрАЗ-7238С4 з мостами виробництва компанії FAW, ліцензійною кабіною MAN F2000, 10,8 літровим шестициліндровим рядним двигуном Cummins ISMe 385 30 (Євро-3, 380 к.с.) з системою вприску Common Rail та коробкою передач Shaanxi 9JS150TA-B. Вантажопідйомність прототипу складала 25 тонн, а об'єм вантажної платформи склав 15 м3 вантажу. Прототип на рік відправили на експлуатацію в Полтавський гірничорудний кар'єр для проведення досліджень.
У 2009 році АвтоКрАЗ ввів нову систему позначень для своїх вантажівок. Вона стосується тільки нових моделей, а за всіма іншими залишаються їхні колишні індекси. Ця система, на відміну від старої, прийнятої в 1996 році, тепер містить інформацію про ряд важливих особливостей моделей.
28 червня 2009 року на автошоу «КрАЗ-2009» в Кременчуці представлений дослідний безкапотний самоскид КрАЗ С20.0, який став подальшим розвитком моделі КрАЗ-7238С4. КрАЗ С20.0 отримав пластикову каркасно-панельну кабіну власного виробництва, двигун ЯМЗ-6501.10 потужністю 362 к.с. (виготовлений за ліцензією Renault DCi 11), 12-ст. КПП Eaton Fuller та мости власного виробництва.
В 2011 році почалося серійне виробництво самоскидів КрАЗ С20.2.
В 2012 році представили модель КрАЗ С20.2R з ліцензійною кабіною від Renault Kerax.
Див. також: ZAZ Forza

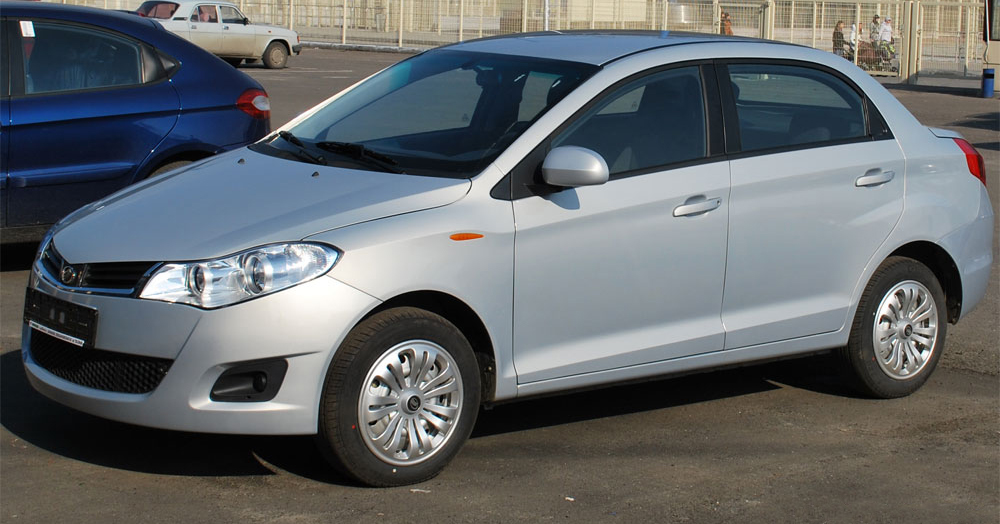
ZAZ Forza

Серійне виробництво ZAZ Forza стартувало 15 лютого 2011 року.
17 лютого 2011 року, на Запорізькому автозаводі (ЗАЗ) була представлена ZAZ Forza. Перші одиниці моделі в кузові ліфтбек вже надійшли в продаж у дилерську мережу «АвтоЗАЗ-сервіс». У кузові хетчбек модель була показана в рамках 19-го міжнародного автосалону SIA 2011 в квітні 2011 року, на ринку вона з'явилась в другому півріччі 2011 року.
ZAZ Forza є українським складанням китайського Chery A-13.
Дизайн ZAZ Forza розроблявся італійською дизайнерською студією «Torino design».
Див. також: ZAZ Vida
Серійне виробництво ЗАЗ Vida в кузові седан почалося на початку 2012 року. 13 березня 2012 року почалися продажі автомобіля в автосалонах дилерів України.
23-27 травня 2012 року на міжнародному Київському автосалоні SIA'2012 вперше представили нову модель — ЗАЗ Vida в кузові хетчбек.
Запорізький автозавод (ЗАЗ) у січні 2012 року випустив передсерійну партію новинки, яка проходить сертифікацію. Chevrolet Aveo в кузові T250, який став третім сімейством автомобілів, виробництво яких було локалізовано в Україні. Автомобіль випускається під брендом ЗАЗ і отримав назву ЗАЗ Vida, робоча назва була ЗАЗ Point.
Серійне виробництво ЗАЗ Vida почалося в лютому 2012 року. Запорізький автозавод веде повномасштабне виробництво ЗАЗ Vida здійснюючи штампування, зварювання кузова, фарбування і повну збірку на головному конвеєрі.
Новинка оснащується чотирма бензиновими двигунами: 1,3 Мелітопольського моторного заводу, 1,5 л ліцензійний двигун Chery (його ставлять на ЗАЗ Forza), 1,4 л та 1,5 л корейського виробництва GM-DAT.
Нова модель ЗАЗ випускається з кузовом седан і 5-дверний хетчбек. Вже 13 березня 2012 року почалися продажі ЗАЗ Vida в дилерській мережі в Україні, але ставиться завдання досягти локалізації 51 % і почати поставляти цей автомобіль на експорт.
Див. також: Електрон Е19101
Електрон Е19 — 12-ти метровий низькопідлоговий електробус загальною пасажиромісткістю 100 чоловік (у тому числі 36 місць для сидіння).
9 листопада 2015 року в Львові презентовано перший електробус, що вийшов на тести в січні 2016 року. Потужність тягового двигуна — 230 кВт. Максимальна швидкість — 70 км/год. На одній зарядці він може проїхати більше 200 км. На підзарядку електробуса потрібно до 6-7 годин.

## Хронологія будівництва заводів машинобудівної та автомобільної промисловості

### до 1900 року
- 1863 рік — Абрагам Якович Кооп відкрив в колонії Шенвізе майстерні з виробництва соломорізок і залізних деталей до вітряних млинів. Незабаром ці майстерні перетворили в завод сільськогосподарських машин, що випускав жатки, молотарки, Букера і плуги.

### 1900—1944 роки
- 1908 рік — було засновано підприємство, яке згодом перетворилося в «Мелітопольський моторний завод» (МеМЗ).
- 1923 рік — колишній завод Абрагама Коопа був перейменований в «Комунар». Однак напрямок діяльності збереглося, з урахуванням появи нової сільськогосподарської техніки — тракторів, збиральних комбайнів та іншої сільськогосподарської техніки. На заводі був випущений перший радянський зернозбиральний комбайн «Комунар».
- В жовтні 1944 року почалося будівництво «Дніпропетровського автомобільного заводу» (ДАЗ).

### 1945—1950 роки

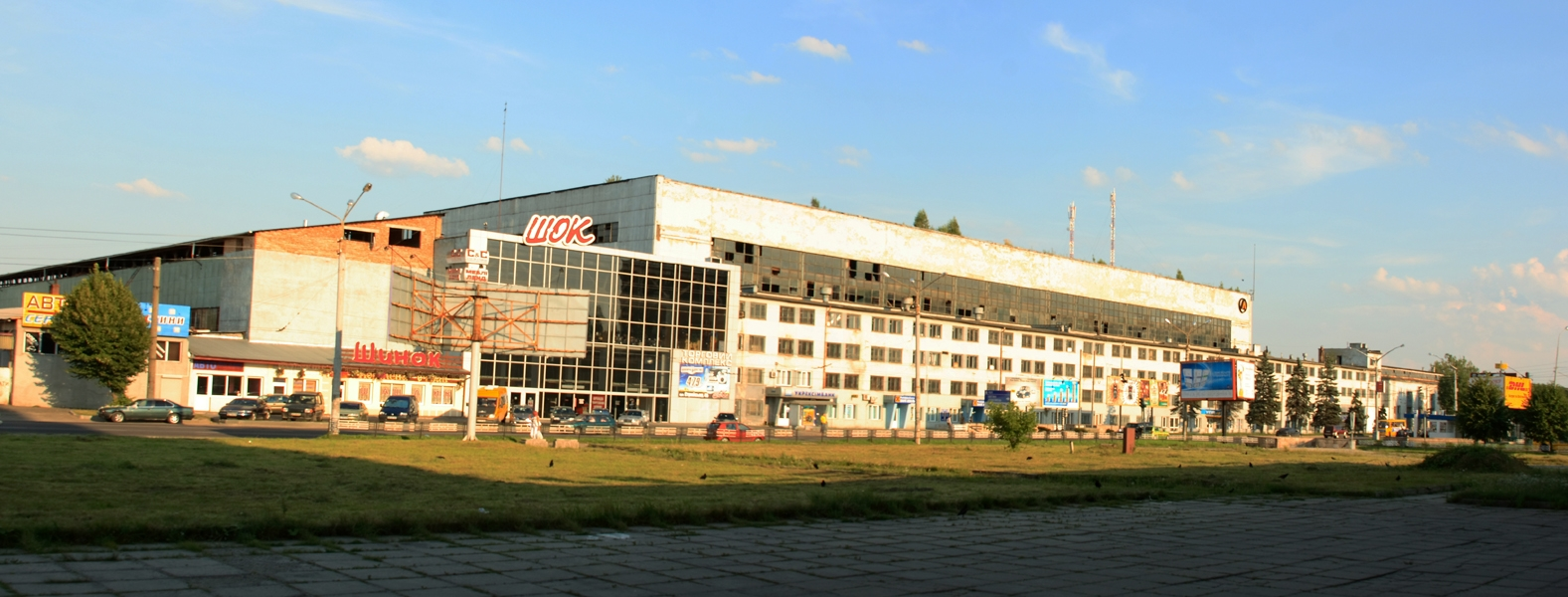
Будівля ЛАЗу у 2008 році.

- 1945 рік — наркомат шляхів сполучення видав наказ про будівництво «Кременчуцького заводу мостових конструкцій».

- 1945 рік — вважається роком заснування «Львівського автобусного заводу» (ЛАЗ).
- 1949 рік — «Львівський автобусний завод» завод випускав одновісні причепи, кузови-причепи, ковші для екскаваторів, автомобільні крани, та іншу промислову продукцію. Наприкінці 1940-х років, на заводі планувалося освоїти випуск автобусів ЗіС-155 (виробництва Заводу імені Сталіна), однак така перспектива керівництво заводу не задовольнила. Ініціатива створення власного автобуса була підтримана, було закуплено кілька екземплярів тогочасних автобусів фірм Mercedes-Benz i Neoplan Bus Gmbh.

### 1951—1960 роки

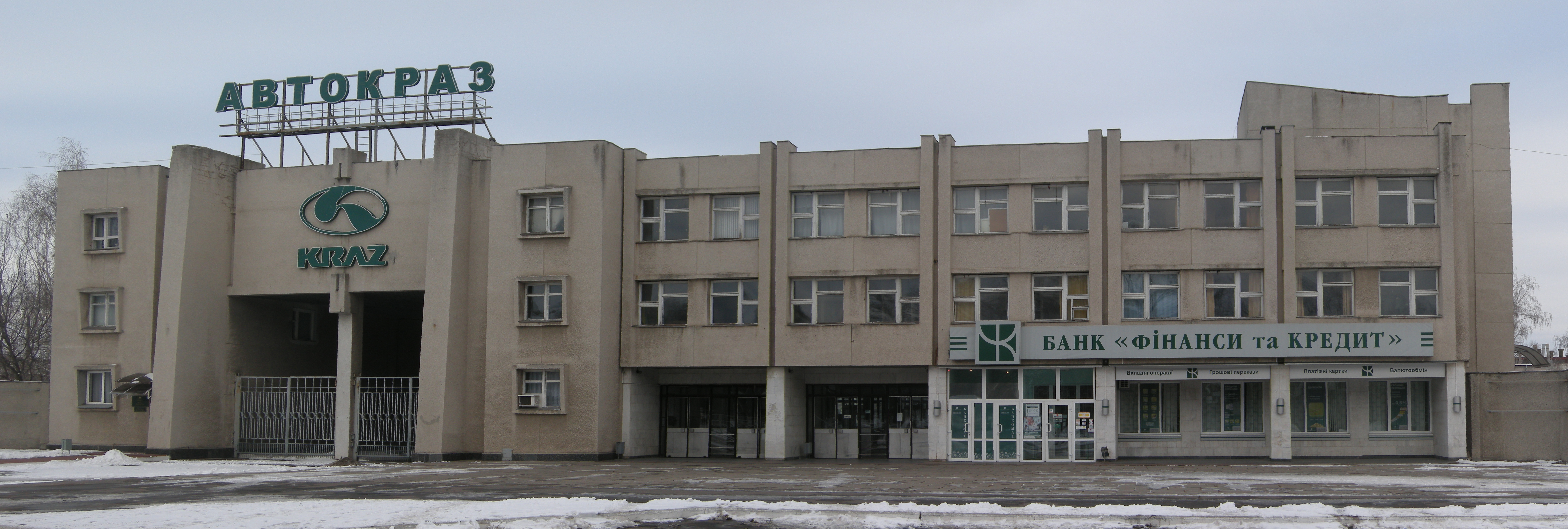
Центральна прохідна КрАЗу у 2013 році.

- 1951 рік — зданий в експлуатацію головний корпус «Кременчуцького заводу мостових конструкцій».
- 1952 рік — закінчене будівництво «Кременчуцького заводу мостових конструкцій».
- 1955 рік — згідно з наказом Міністерства сільського господарства Української Радянської Соціалістичної Республіки, ввели в експлуатацію «Луцький ремонтний завод».
- 1956 рік — на «Львівському автобусному заводі» побудований перший автобус ЛАЗ, і названий ЛАЗ 695 Львів.
- 1956 рік — «Кременчуцький завод мостових конструкцій» переданий Мінтракторосельмашу і перейменований в Кременчуцький комбайновий завод. В тому ж році розпочато випуск кукурудзозбиральних комбайнів. До жовтня 1956 року з конвеєра зійшов тисячний кукурудзозбиральний комбайн моделі «КУ-2А», а за два роки роботи заводу було виготовлено близько 11 тисяч комбайнів. Окрім комбайнів на заводі випускалася і інша сільськогосподарська і дорожня техніка. Колектив заводу налічував до того часу близько двох тисяч робочих, інженерів і службовців.

- 1958 рік — ухвала ЦК КПРС і СМ СРСР про створення «Кременчуцького автомобільного заводу» (КрАЗ). Завод переведений на випуск великовантажних автомобілів.
- 1959 рік — засновано «Луцький машинобудівний завод» (ЛуМЗ), який є наступником Луцького ремонтного заводу. З цього дня він стає машинобудівним. Відразу змінюється і спеціалізація. На заводі починають виготовляти кузови, автокрамниці, авторефрежератори та вироби спеціального призначення.
- 1960 рік — МеМЗ почав поставляти свої двигуни на ЗАЗ. З 1975 року МеМЗ увійшов до складу виробничого об'єднання «АвтоЗАЗ». Нині він є одним із структурних елементів ЗАТ «ЗАЗ».

### 1961—1970 роки

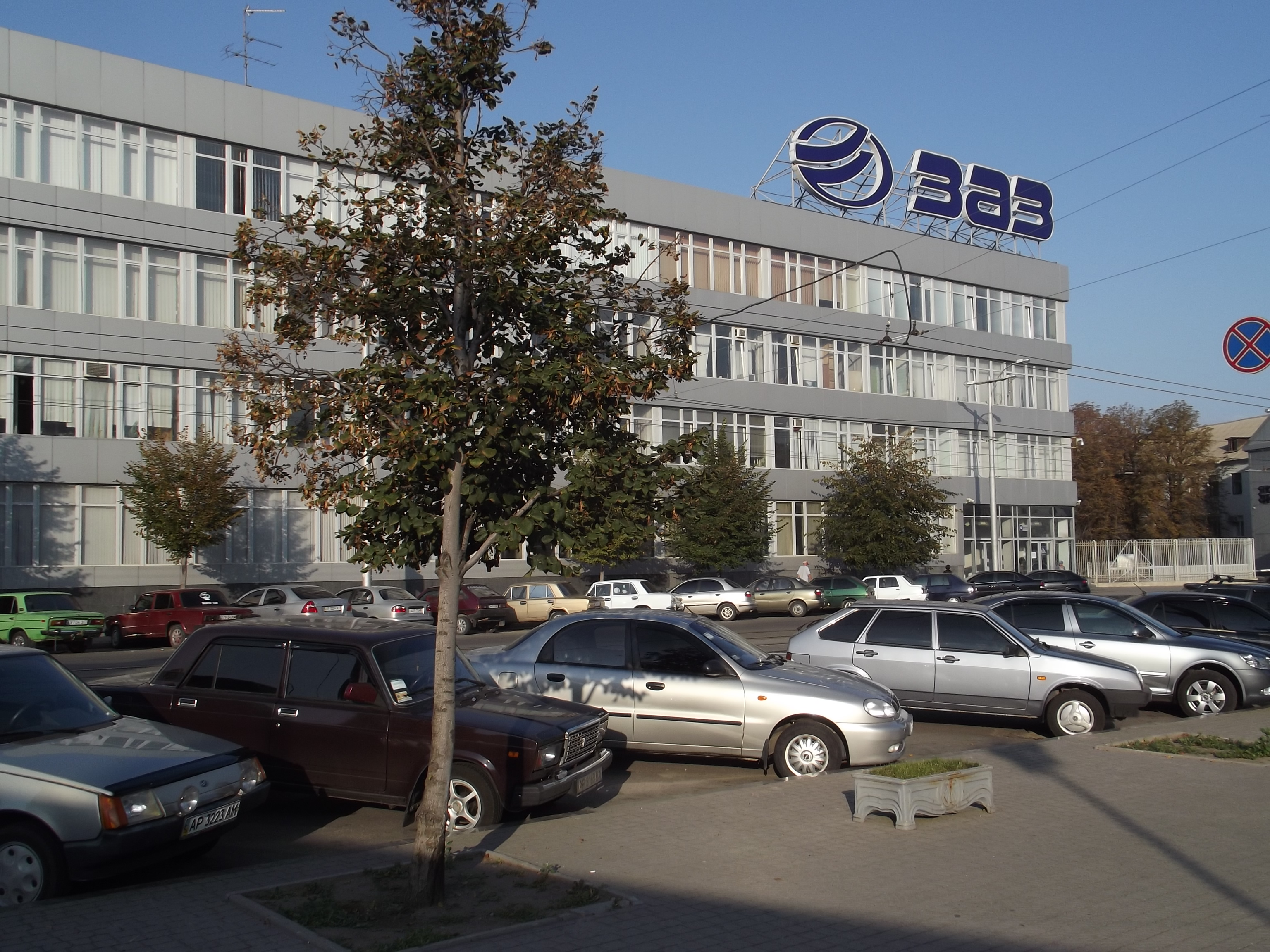
Завод ЗАЗ у 2011 році.

- 1961 рік — колишній завод «Комунар» був перейменований в «Запорізький автомобільний завод» (ЗАЗ). Завод займався випуском єдиного автомобіля — ЗАЗ-965 Запорожець.
- 1965 рік — створено підприємство «Дрогобицький автокрановий завод» (ДЗАК) шляхом відокремлення цеху № 36 Львівського заводу автонавантажувачів.
- В 1965 році заснований «Дніпродзержинський авторемонтний завод» для капітального ремонту чехословацьких автомобілів «Татра» і «Шкода», що надходили в СРСР.
- 1966 рік — наказом Міністра автомобільної промисловості СРСР «Луцький машинобудівний завод» перейменовується на «Луцький автомобільний завод» (ЛуАЗ). В тому році складено 50 автомобілів нової вантажно-пасажирської ЗАЗ-969В.
- З середини 1960-х років «Черкаський авторемонтний завод (ЧАРЗ)» спеціалізувався на ремонті автобусів ПАЗ, пізніше збирав причепи та мікроавтобуси «Газель».
- В 1968 році розпочалося будівництво «Чернігівського заводу карданних валів».

### 1971—1990 роки

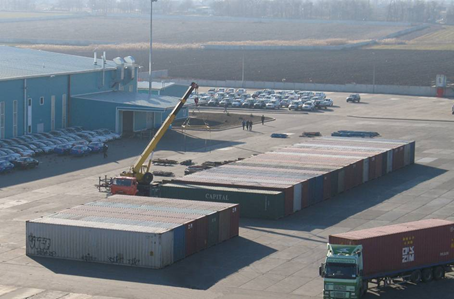
ІЗАА з висоти пташиного польоту.

- 1976 рік — заснований «Іллічівський завод автоагрегатів» (ІЗАА), як підприємство з виробництва комплектуючих для автомобільної промисловості
- В 1976 засновано «Стрийський автобусний завод», як авторемонтне підприємство, що спеціалізується на капітальному ремонті автобусів ЛАЗ-695 та ЛАЗ-699. Також завод виконував капітальний ремонт двигунів ЗіЛ і мостів RABA. Крім того, завод випускав мийні машини АКТБ-114А та АКТБ-118.
- В 1980-х роках «Стрийський автобусний завод» освоїв складання дизельних автобусів ЛАЗ-42021.

### 1991—2000 роки

ЧАЗ у 2011 році.

- 29 грудня 1994 р. наказом міністра машинобудування військово-промислового комплексу та конверсії України № 1791 було створено Товариство «Чернігівавтодеталь» шляхом перетворення державного підприємства у відкрите акціонерне товариство, яке спеціалізувалось на випуску карданних валів до автомобілів марки ГАЗ, сільськогосподарських машин, а також виробництві інших автозапчастин до автомобілів марки ГАЗ, ВАЗ, УАЗ та Москвич.
- 1994 року «Дніпродзержинський авторемонтний завод» був перетворений у ВАТ «Дніпродзержинський авторемонтний завод».
- 1994 року підприємство «Стрийський автобусний завод» було перетворено у ВАТ «Стрий-Авто». До цього часу, замовлення на нові автобуси перестали надходити, і завод займався нерегулярними авторемонтними роботами.

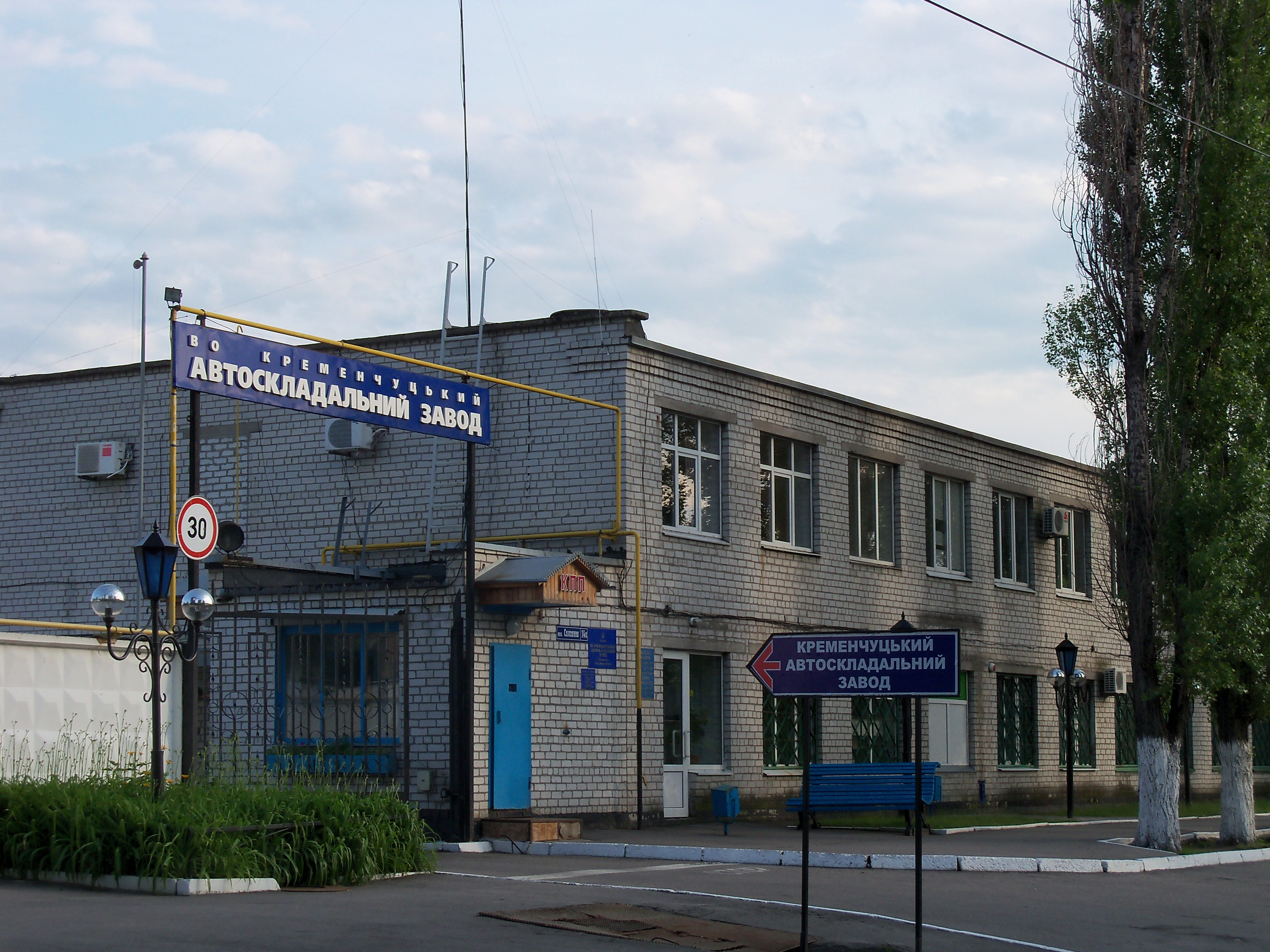
Прохідна КрАСЗу 2012 році.

- 28 грудня 1995 року відкритим акціонерним товариством «Горьківський автомобільний завод» та Кременчуцьким дослідно-експериментальним механічним заводом засноване спільне україно-російське підприємство «Кременчук-автоГАЗ».
- 1999 року «Черкаський авторемонтний завод (ЧАРЗ)» був перетворений на Публічне акціонерне товариство «Черкаський автобус», яке одразу увійшло до складу корпорації «Богдан» і розпочало випуск автобусів марки Богдан.

### 2001—2016 роки
- У липні 2001 року підприємство «Кременчук-автоГАЗ» перереєстровано як ТОВ «Кременчуцький автоскладальний завод» (КрАСЗ)[12].
- У 2001 році «Дніпродзержинський авторемонтний завод» перейменований у ВАТ «Дніпродзержинський автобусний завод». У тому ж році на шасі автомобіля IVECO Turbodaily реалізовано проект автобуса малої місткості ДАЗ-3240 "Дніпро"[13], який в серію не пішов і залишився працювати на заводі.
- У 2002 році у місті Дрогобич було створено холдингову компанію «Доброта», яка випускала малими серіями автобуси «Бескид».
- У 2002 році було створено Корпорацію «Еталон».
- У квітні 2002 року на базі підприємства «Укрволгатехсервіс» було створено приватне акціонерне товариство «Бориспільський автозавод» (БАЗ). З 1998 року підприємство «Укрволгатехсервіс» збирало легкові і вантажні автомобілі ГАЗ, і було перепрофільоване на ліцензійне виробництво пікапів і вантажівок індійської фірми Tata. Встановивши на їх шасі власні пасажирські кузови декількох типів, БАЗ перетворився на провідного постачальника автобусів на українському ринку. В жовтні 2002 року, через 5 місяців після офіційної реєстрації заводу, з конвеєра зійшли перші два автобуси. В 2003 році збудовано понад 400 машин.
- У серпні 2003 року заснований «Чернігівський автозавод» (ЧАЗ). Перший автобус з конвеєра ЧАЗа зійшов 19 вересня 2003 року.
- В лютому 2005 року була створена Корпорація «Богдан» шляхом об'єднання декількох підприємств, з метою реалізації масштабних інвестиційних проектів, направлених на створення в Україні потужностей по виробництву автотранспортних засобів різних типів.
- У 2005 році був заснований «Галицький автозавод» (ГалАЗ).

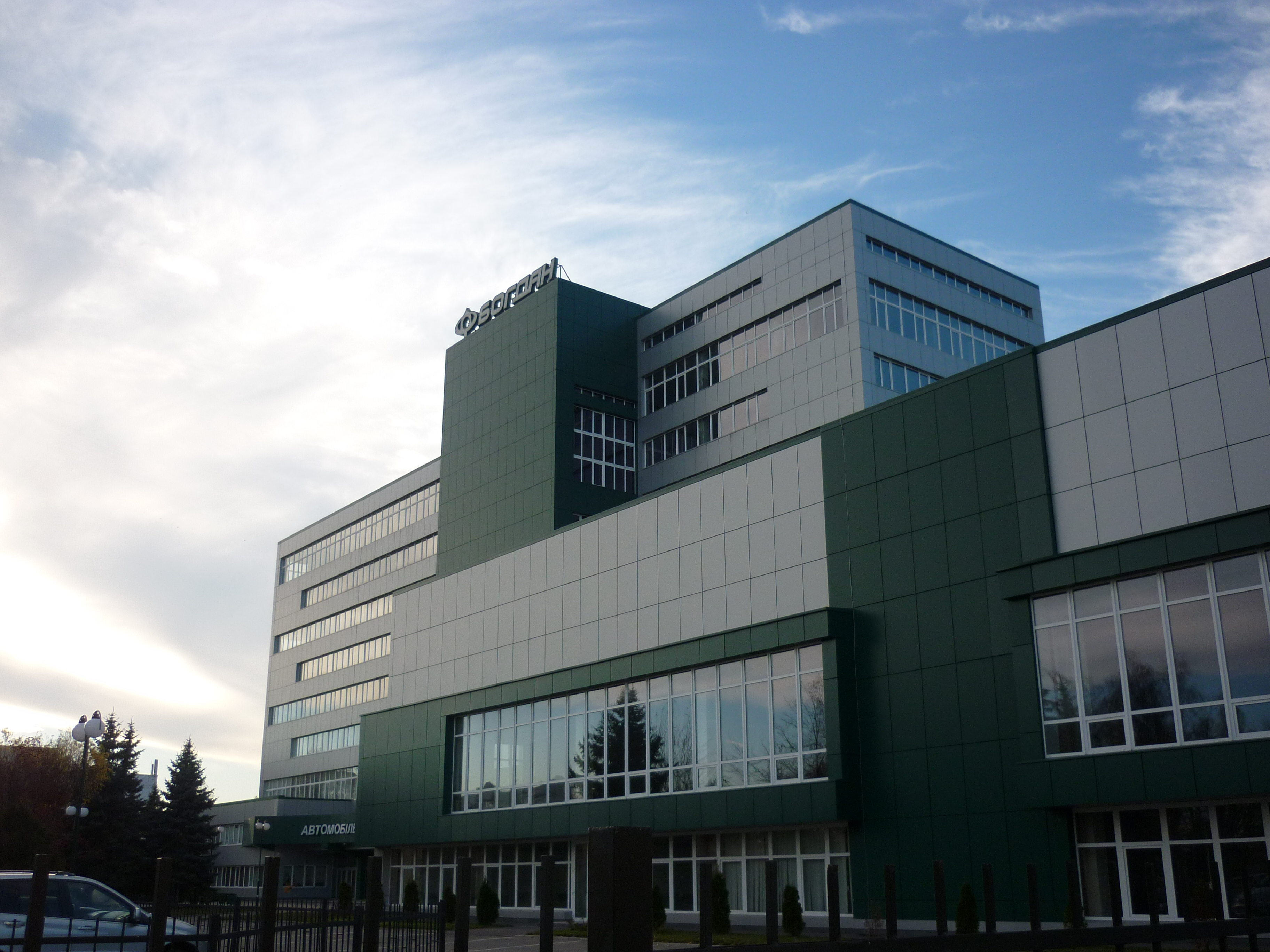
Головний корпус Черкаського заводу «Богдан» у 2012 році.

- 20 червня 2008 року було урочисто відкрито Черкаський автомобільний завод «Богдан».
- У 2009 році після приєднання ВАТ «Чернігівавтодеталь» до концерну «Еталон» підприємство було ліквідовано[14], а матеріально-технічна база підприємства відійшла новим підприємствам групи «Еталон».
- У 2009 році «Галицький автозавод» призупинив свою роботу на невизначений час. Більшість фахівців підприємства перейшла на розташований поблизу завод «Стрий-Авто».
- В 2010 р. у підприємства «Стрий Авто» змінився власник. На завод перейшла велика група фахівців з зупиненого «Галицького автозаводу». З приходом на «Стрий Авто» інженерів «ГалАЗу» в модельному ряду підприємства з'явилися автобуси А0755 на шасі і агрегатах автомобіля ГАЗ-3310 «Валдай» і приміський автобус А07562 на шасі Mercedes-Benz Vario, однотипні ГалАЗівським ГАЛАЗ-3207 «Вікторія» та ГАЛАЗ-3209 відповідно.
- У 2011 році підприємство «Черкаський автобус» було виведено з корпорації «Богдан» шляхом продажу контрольного пакета акцій компанії з управління активами «Ізі Лайф». Того ж року ПАТ «Черкаський автобус» підпис угоду з японською фірмою Isuzu щодо використання власної торгової марки[15].
- 2012 року у зв'язку з виходом підприємства «Черкаський автобус» із складу корпорації «Богдан» керівництво компанії ПАТ «Черкаський автобус» заявило про ребрендинг своєї продукції. Після рестайлінгу автобуси, що випускаються заводом, називаються «Ataman».
- 6 жовтня 2015 року Господарський суд Полтавської області виніс постанову про визнання заводу «КрАСЗ» банкрутом, в листопаді 2015 року відносно «КрАСЗ» почалася ліквідаційна процедура[16].
- 2015 рік — правління корпорації «УкрАвто» ухвалило рішення про ліквідацію підприємства «Іллічівський завод автоагрегатів».

## Додаткові факти

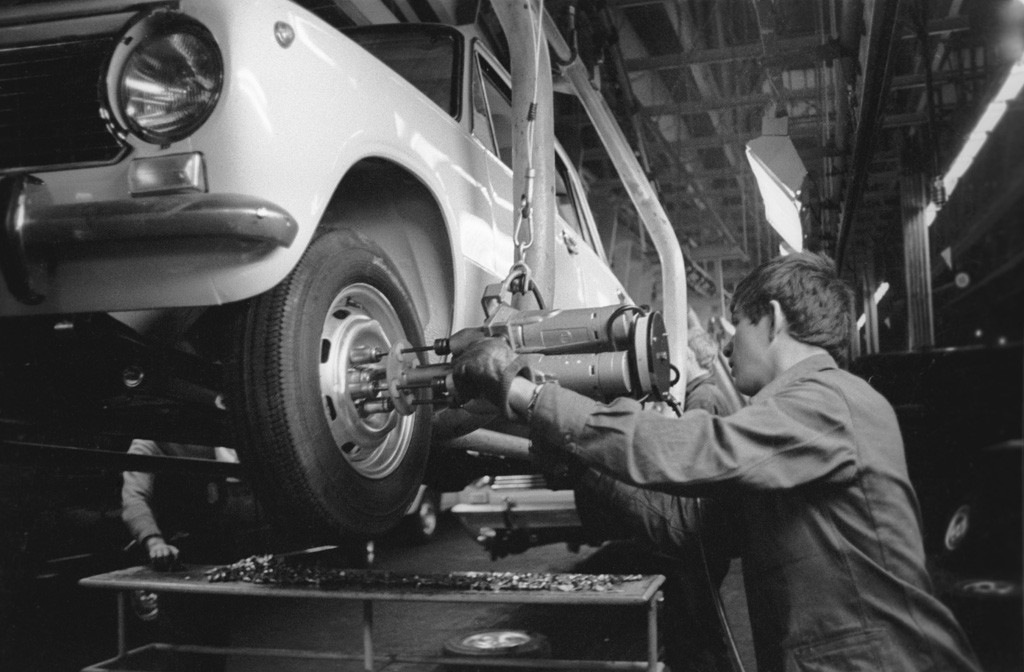
Автомобіль ВАЗ-2101 Жигулі могли випускати в Броварах.

- В 1967 році почалось гігантське будівництво Волзького автомобілебудівного заводу. Серед можливих варіантів було 54 різних майданчики в різних куточках СРСР. Фіналістами були 6 міст: Ярославль, Бровари, Мінськ, Білгород, Горький і Тольятті. Новий завод могли побудувати в Броварах під Києвом, але перемогло місто Тольятті.
- В 1990-х роках Бровари знову розглядали як місце для будівництва заводу Peugeot-Citroen.
- Ще одне українське місто, яке розглядалося під місце будівництва майбутнього автогіганта — це були Черкаси. В 2008-му (через 38 років) виробництво Lada було розміщено в Черкасах, на заводі Богдан, але вже не ВАЗ-2101.
- З 1989 року в Броварах діє машинобудівне підприємство ВАТ "Кранобудівна фірма «Стріла», яке випускає автомобільні крани на шасі КрАЗ та КамАЗ.[17]. Разом з Дрогобицьким автокрановим заводом це єдині виробники автомобільних кранів в Україні.
- За радянських часів у місті Львів окрім ЛАЗу діяли й інші підприємства автомобільної промисловості — ЛМЗ (мотоцикли), Автонавантажувач (навантажувачі). В 2005 році був створений ще один автобусний завод ГалАЗ, який до 2009 припинив виробництво. У 2011 році створено підприємство Електронтранс, яке в 2015 випустило перший електробус.
- В 2001—2015 роках в Кременчуці автомобілі виробляли два підприємства — КрАЗ (вантажівки) та КрАСЗ (легковики). В 2015 КрАСЗ збанкрутував.
- У 2000-х роках в Дрогобичі на вулиці Гайдамацькій поряд з ДЗАКом діяв ще один завод — Доброта.